# Friedrich Nietzsche
Friedrich Wilhelm Nietzsche (AFI: [ˈfʁiːtʁɪç ˈniːt͡ʃə], oppure [ˈnit͡ʃe]; Röcken, 15 ottobre 1844 – Weimar, 25 agosto 1900) è stato un filosofo, filologo, scrittore e poeta tedesco.
Pensatore originale e innovativo, la sua produzione filosofica ha influenzato il mondo culturale occidentale dal ventesimo secolo in poi: la sua produzione rappresenta un punto di rottura nei confronti della filosofia passata e una conseguente apertura a nuovi temi, marcata in modo particolare anche da una conversione stilistica a favore dell'utilizzo degli aforismi, anche se tale conversione si evidenzia soprattutto in una fase produttiva indipendente, priva delle influenze che invece avevano caratterizzato La nascita della tragedia.
Filologo di professione, in seguito alla pubblicazione della sua prima, ambigua opera, La nascita della tragedia dallo spirito della musica (1872), la quale sollevò le accuse del mondo accademico tedesco, Nietzsche predilesse lo stile iperbolico e altisonante come leitmotiv delle sue opere, ora trattanti la crisi spirituale e culturale europea con toni spiccatamente provocatori.
La sua opera è poliedrica e antisistematica, pur essendo possibile distinguere le sue opere iniziali, di stampo schopenhaueriano, da quelle più mature, segnate dal distacco dai precedenti maestri del filosofo. Spaziando dalla metafisica all'etica, dall'epistemologia alla filosofia della religione, in particolare quella della fede cristiana, il filosofo oppone ai valori tradizionali un necessario superamento della morale religiosa e l'affermazione dell'individuo contestualmente al nuovo schema etico-sociale.
La sua breve carriera accademica fu marcata dalla critica che contro di lui condusse l'affermato seppur giovane filologo Wilamowitz, critica che lo costrinse alla rinuncia di un futuro universitario. In seguito, ottenuta la prematura pensione, si dedicò a perenni viaggi motivati dal tentativo di tenere a bada la sua cagionevole salute; la sua vita fu, tutt'al più, marcata da una lunga solitudine che lo accompagnò sino alla sua crisi del 1889.

## Biografia
(Giorgio Penzo, Invito al pensiero di Nietzsche)

### Gioventù (1844-1864)

#### Infanzia
Friedrich Wilhelm Nietzsche nacque a Röcken, nei pressi di Lipsia, il 15 ottobre 1844, primogenito di Carl Ludwig Nietzsche, pastore luterano del piccolo villaggio, e Franziska Oehler, figlia a sua volta di un pastore. Il contesto famigliare era generazionalmente caratterizzato dalla professione, a volte quasi dogmatica, della religione e della teologia.
Venne battezzato Friedrich Wilhelm dal padre in onore del re di Prussia Federico Guglielmo IV, che compiva quarantanove anni proprio quel giorno: il padre era un fervente monarchico, tanto che rimase scandalizzato quando, pur limitatamente, l'area provinciale di Röcken fu coinvolta dagli eventi della primavera dei popoli nel 1848. Era un pastore di grande cultura, tanto che fu precettore presso la corte dei duchi di Altenburg; Friedrich lo avrebbe ricordato come la figura paterna ideale, di carattere dolce e sensibile.
Il 10 luglio 1846 nacque la sorella Elisabeth e nella primavera del 1848 il fratello Joseph; il 27 luglio 1849 invece, dopo mesi di apatia cerebrale, morì il padre. Una seguente autopsia avrebbe attestato che un quarto del suo cervello non riceveva impulsi e non reagiva di conseguenza. Si pensa che tale apatia fu causata da una caduta di alcuni anni prima che gli arrecò gravi danni cerebrali.
Nel 1850, la famiglia Nietzsche venne colpita anche dalla precocissima morte di Joseph: probabilmente la sua morte, come affermato dalla madre, fu  preceduta e accompagnata da crampi dolorosissimi ed altre complicanze sofferte durante la dentizione.
In ogni caso, in seguito a tale disgrazia, la famiglia si trasferì nella vicina Naumburg nell'aprile 1850, stabilendosi a casa delle zie e della nonna di Friedrich. Ivi il piccolo, che crebbe in un ambiente di sole donne, si sentì indifeso e isolato, date anche le dure condizioni economiche a cui si doveva sottostare in casa. A partire dal 1856 la madre riuscì ad acquistare una casa propria dove la famiglia si trasferì, dando inizio a un lieve benestare economico.

#### Studente a Pforta

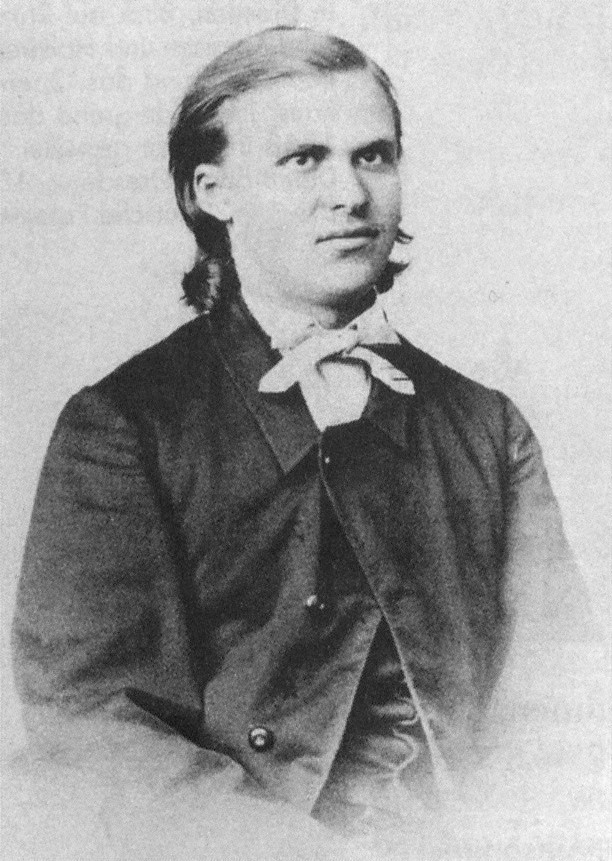
Nietzsche nel 1862 a diciotto anni

Nel 1858 Friedrich iniziò a frequentare il ginnasio di Naumburg ma, già distintosi per le sue non comuni doti intellettuali, ricevette una borsa di studio per proseguire gli studi a Pforta, collegio di fama europea: tale borsa di studio costituiva per il giovane una dote finanziaria per i seguenti sei anni di permanenza, motivo per cui la madre lo iscrisse al complesso collegiale.
Per Friedrich l'ambiente spartano di Pforta rappresentò un cambiamento notevole rispetto alla tranquillità provinciale di Naumburg: questo lo portò a nutrire una nostalgia di casa già durante i primi mesi in collegio a causa dell'educazione severa e intransigente che imperava in quel luogo, salvo poi abituarvisi e adeguarsi.
Del giovane Friedrich si ha il ritratto di una persona ligissima al dovere, che soffriva le indiscipline e si dimostrava contenuta e riservata. Ciononostante, per un certo periodo tenne un atteggiamento sconsiderato e ribelle, venendo più volte ammonito per le sue lacune scolastiche e disciplinari. Per un paio di anni rimase solo, sino a quando non fece la conoscenza di Wilhelm Pinder, suo coetaneo dotato di ampia cultura con il quale discuteva sovente sul mito greco. Con lui e con un secondo amico, Gustav Krug, redasse per solo un anno un modesto giornale culturale che chiamò Germania.
Quando durante le vacanze tornava a casa a Naumburg, soffriva il clima profondamente religioso che vigeva entro le mura domestiche. Ciò diede frutto alle sue prime avversità circa la religione cristiana, date anche le sue letture di opere razionaliste e scientifiche: esse andavano inevitabilmente ad intaccare, infatti, i precetti religiosi che la madre tentava d'impartirgli.
L'ultimo anno Friedrich ebbe modo di maturare due importanti legami: uno con Paul Deussen e un secondo con Carl von Gersdorff. Terminò la sua permanenza a Pforta nel 1864 presentando il suo lavoro di congedo; avrebbe in seguito ricordato Pforta come una «maestra severa ma giovevole».

### A Bonn e Lipsia (1864-1869)

#### L'adesione allaFranconiae la lettura di Strauss

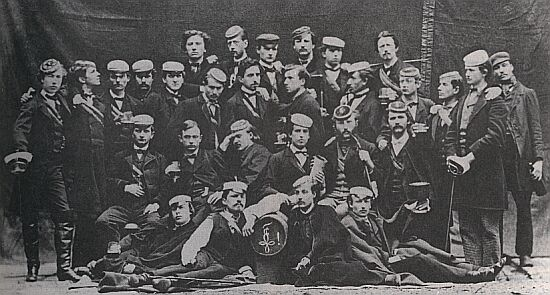
La Burschenschaft della Franconia in una foto commemorativa. Nietzsche è in seconda fila, terzo da sinistra, con la mano sulla tempia

Conclusi gli studi, Nietzsche trascorse con Deussen le cinque settimane di vacanze precedenti all'iscrizione all'università per poi giungere a Bonn: era una città molto costosa, e di fatto la madre poteva mantenere il figlio con soli venti talleri sui trenta effettivamente necessari. L'università di Bonn era rinomata per le sue facoltà umanistiche, specialmente per la filologia, che attraeva molto Nietzsche, al contrario di quella di Teologia alla quale si era iscritto per obbligo materno.

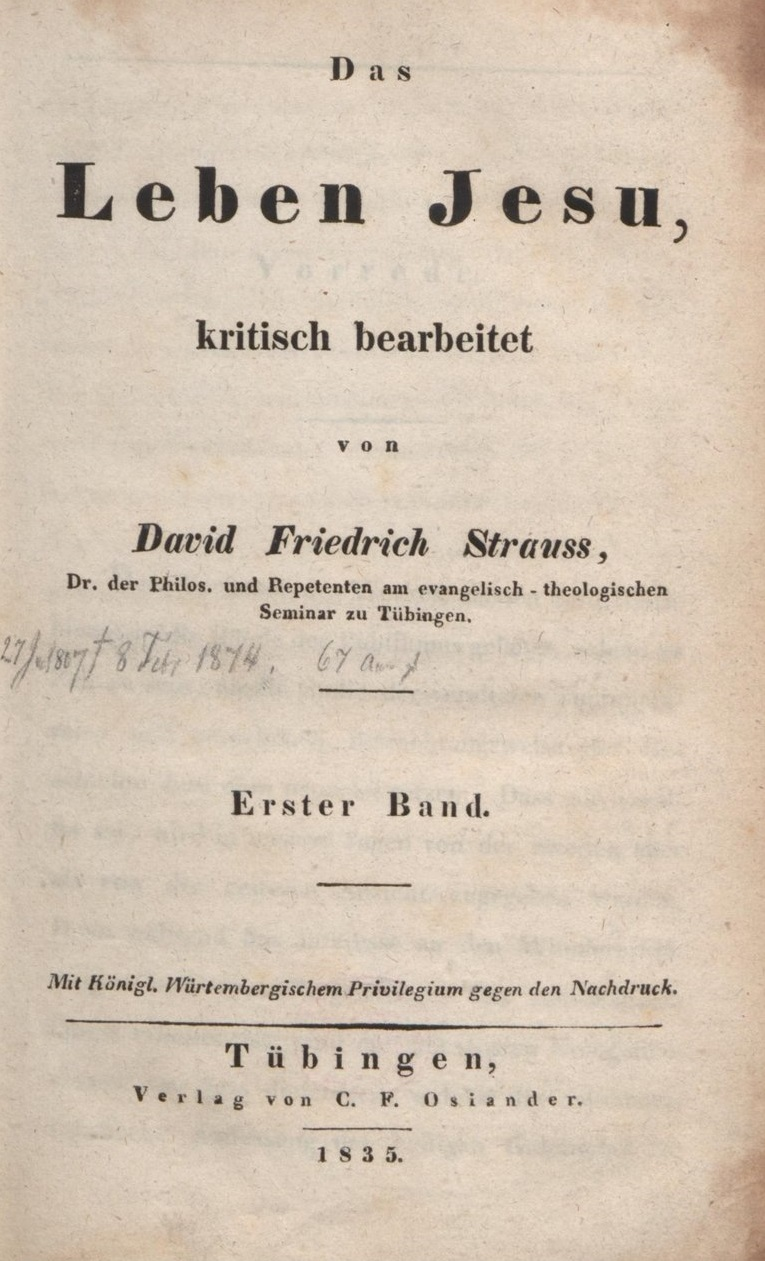
La vita di Gesù di David Friedrich Strauss

Affittò un modesto appartamento nel centro della città e, nonostante il suo carattere schivo, decise di unirsi alla Franconia, una federazione studentesca. Nei  raduni della quale, Nietzsche tentò di avvicinarsi ai suoi coetanei, continuando però  a preferire i momenti di tranquillità e la vita appartata alla quale era abituato sin da Pforta. Non a caso, dopo poco tempo la sua ritrosia l'avrebbe portato ad abbandonare la federazione, ambiente troppo contrastante rispetto alla sua personalità.
In università, dunque, mostrava poco interesse per la  Teologia: di fatto, quando ritornò alla quiete dopo la breve esperienza della Franconia, lavorava poco e addirittura scriveva dei saggi che non si orientavano a favore dei precetti marcatamente religiosi e di stampo cattolico. che tale facoltà tentava di impartirgli. Quel periodo era infatti caratterizzato dai seri dubbi patiti da Nietzsche circa la propria fede.
Capitò giustappunto l'uscita nel 1864 della seconda edizione della Vita di Gesù, scritta dal teologo David Friedrich Strauss, che già al tempo della prima pubblicazione nel 1835 aveva suscitato un grande scandalo per i suoi contenuti, risollevando dunque il caso editoriale. Nietzsche la lesse, coinvolgendo anche l'amico Deussen e, rimasto profondamente influenzato dai contenuti dell'opera, decise definitivamente di abbandonare la facoltà di Teologia dell'università di Bonn, per cimentarsi nella Filologia.
La famiglia Nietzsche recepì malvolentieri la conversione del giovane Friedrich: specialmente la madre, una donna ferventemente religiosa e quasi dogmatica. Alfine accettò il cambiamento spirituale del figlio, vissuto difficilmente anche da Nietzsche stesso, il quale rimpianse sempre, con nostalgia e nitidezza, la sua gioventù cristiana, mantenendo sempre  vivo ricordo di quel passato.

#### La controversia della casa chiusa di Colonia
Secondo Deussen, Nietzsche non era affatto una persona libidica come tutti i membri della Franconia; addirittura scrisse che a Nietzsche si applicavano bene le parole «mulierem nunquam attigit». In particolare, tuttavia, Deussen riferisce nelle sue memorie un aneddoto molto particolare dettogli da Nietzsche, datato al mese di febbraio del 1865: gli raccontò che, durante una breve sosta a Colonia, chiese a un uomo le indicazioni per una locanda, e questi lo condusse surrettiziamente in una casa di tolleranza, dalla quale Nietzsche uscì immediatamente dopo essersi messo a suonare il pianoforte per provare ad alleviare l'imbarazzo.
Quando a Nietzsche fu diagnosticata forse erroneamente la neurosifilide come causa del suo declino cognitivo e fisico dopo il 1888, diversi studiosi pensarono che avesse contratto la malattia da un rapporto sessuale con una prostituta proprio in quel lupanare. Riguardo a ciò s'inserirono anche altre teorie e ipotesi quale l'interpretazione di Joachim Köhler secondo la quale tale malattia venne trasmessa a Nietzsche non a Colonia, bensì presso una casa chiusa per omosessuali a Genova, come spiegato nel suo libro Nietzsche. Il segreto di Zarathustra. Su tale aneddoto si sarebbe inoltre introdotta la prospettiva dello scrittore Thomas Mann, il quale avrebbe basato su questo episodio il suo romanzo Dottor Faustus.

#### Allievo di Ritschl e Wagner
Nel 1865, data una disputa accademica tra i due docenti di filologia a Bonn, Otto Jahn e Friedrich Ritschl, al secondo fu proposta la cattedra di filologia classica all'università di Lipsia, e Nietzsche decise di seguire lì il docente: il 17 ottobre 1865, lui e il compagno di studi Hermann Muschake raggiunsero Lipsia e s'immatricolarono in università.
Nietzsche iniziò a seguire le lezioni di Ritschl a seguito della sua prolusione inaugurale, ed è anche in questo periodo che s'imbatté nel Mondo come volontà e rappresentazione di Arthur Schopenhauer, comprandolo dalla libreria di antiquariato sopra la quale aveva stabilito il suo appartamento. Già immerso in questo clima di otium litteratum che alternava al suo impegno universitario, Nietzsche lesse anche la Storia del materialismo di Friedrich Albert Lange, un filosofo neokantiano i cui temi trattati lo avvicinarono alla scienza e, appunto, al materialismo filosofico.

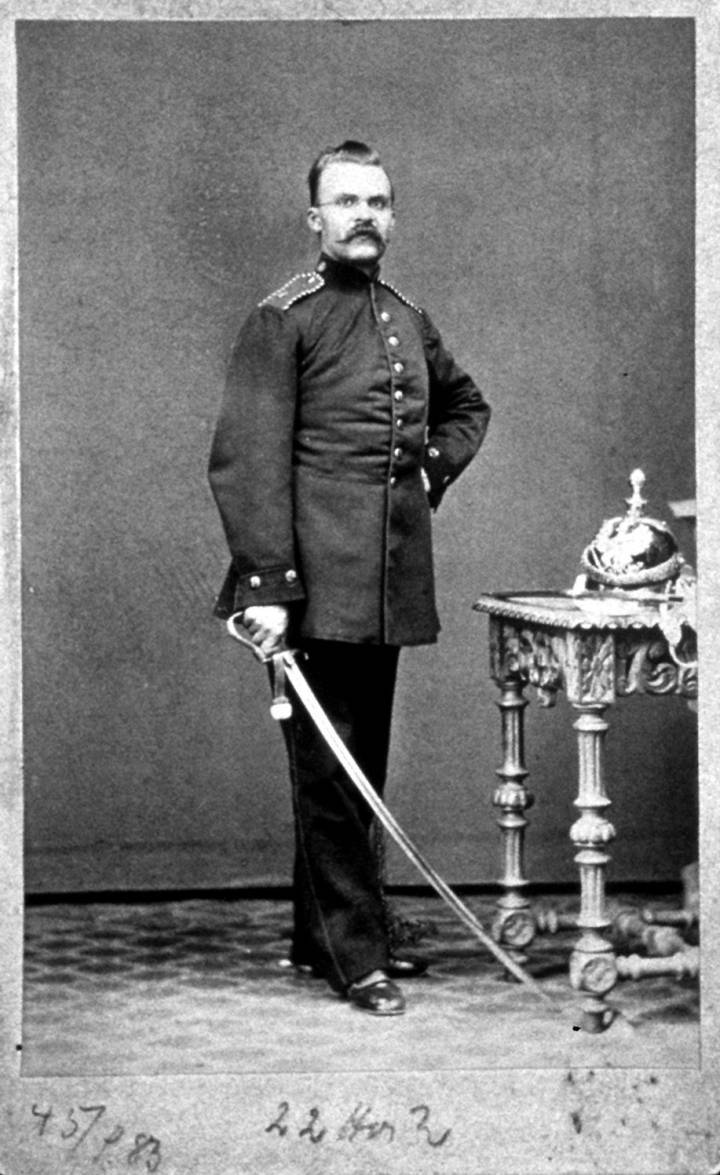
Nietzsche militare nel 1868

A Lipsia Nietzsche visse gli anni più felici della sua giovinezza: la sua salute cagionevole si ristabilizzò, permettendogli di trascorrere un periodo assolutamente privo dei malanni che avevano attanagliato la sua salute a Bonn, sul piano relazionale Nietzsche conobbe Erwin Rohde, studente di Ritschl, e infine, dal punto di vista professionale, Ritschl notò il talento di Nietzsche leggendo un suo breve trattato su Teognide, e pubblicò tale scritto sulla sua rivista filologica. Da quel momento in poi, Nietzsche avrebbe sviluppato una profonda amicizia sia con il professore sia con sua moglie Sophie, la quale avrebbe facilitato l'incontro tra Nietzsche e Wagner data l'amicizia tra Sophie e la sorella del compositore.
Nel settembre del 1867, Nietzsche venne richiamato alle armi: dichiarato abile per il servizio, fu arruolato nel reggimento di artiglieria di stanza a Naumburg. Scrisse a Rohde con buon umore riguardo al suo servizio militare, affermando anche che, dopo aver completato i suoi doveri, tornava nelle baracche a studiare assiduamente. Ma la quiete svanì nel marzo 1868, quando cadde da cavallo durante un'esercitazione, subendo una frattura allo sterno che lo costrinse a letto dieci giorni in convalescenza dal trauma fisico. Assumendo morfina tutti i giorni, iniziò a contemplare l'idea di un'operazione medica; così si recò presso Halle, curò la ferita con lo iodio, e fu definitivamente dichiarato non adatto al servizio di leva.
Tornato a Lipsia, Nietzsche s'interessò  sempre più alla figura di Richard Wagner. Non si può dire che la conoscenza di Wagner fu "facile": di fatto, il compositore era una figura molto controversa, dati i suoi trascorsi da oppositore politico. Alla fine, l'8 novembre, lo incontrò a casa dell'orientalista Hermann Brockhaus, marito della sorella del compositore. Anche se inizialmente il rapporto tra i due si limitava alla conoscenza reciproca, Nietzsche cominciò a essere invitato, a partire dal 1869, presso la villa di Wagner nei pressi di Lucerna, dove tra i due si sarebbe instaurata  una profonda amicizia, fatta di stima reciproca e collaborazione intellettuale.

### Professore a Basilea (1869-1879)

#### A Basilea
Nel 1869, la cattedra di filologia all'università di Basilea divenne vacante, e Ritschl si fece avanti per proporre il pupillo Nietzsche come professore. Riferì che si trattava del suo migliore allievo e, per rassicurare i professori svizzeri  garantì che il raccomandato non sarebbe partito per una probabile guerra tra Prussia e Francia, sostenendo falsamente, che egli nutriva ben poco interesse circa la questione dell'unità tedesca.
Nietzsche il 23 marzo  ricevette dunque un dottorato ad honorem basato sulle sue precedenti pubblicazioni e sugli articoli redatti per la rivista filologica di Ritschl. Poté quindi iniziare la sua carriera a Basilea dapprima come professore secondario e, l'anno seguente, come professore ordinario di Filologia.
Quando giunse in Svizzera, gli venne richiesto di abbandonare la cittadinanza prussiana a favore di quella svizzera, cosicché non venisse richiamato nuovamente per il servizio militare. In verità egli non acquisì la cittadinanza svizzera, restando a tutti gli effetti apolide: lo sarebbe rimasto per il resto della sua vita.
Tra il 19 e il 20 aprile raggiunse la città elvetica viaggiando in treno; si appartò presso la pensione da lui prenotata e il 28 maggio espose la sua prolusione d'insediamento sul tema Omero e la filologia classica. 
A Basilea ebbe poi modo di conoscere lo storico Jacob Burckhardt e il teologo Franz Overbeck, un docente di teologia insolito, dato l'ateismo dichiarato con cui conduceva la sua professione. Da una parte, Burckhardt avrebbe appassionato Nietzsche in maniera duratura circa la cultura italiana e rinascimentale: d'altronde, fu lui a scrivere La civiltà del Rinascimento in Italia, un'opera storica fondamentale nella storiografia dell'Ottocento circa l'epoca rinascimentale. Dall'altra, Overbeck sarebbe diventato l'amico più fedele del filosofo, tanto da salvarlo quando, nel 1889, subì a Torino il suo crollo psichico; gli fu sempre fedele, e anche dopo la sua morte scelse di non partecipare al lucroso Nietzsche-Archiv in quanto lo stimò irrispettoso verso la sua memoria.
Altrettanto fortunato non fu il legame con Burckhardt secondo ciò che Heinrich Köselitz, profondo conoscente di Nietzsche, descrisse: l'atteggiamento altezzoso dello storico celava in realtà un'invidia nei confronti di Nietzsche e del suo precoce successo accademico.
Ma durante il periodo tra il 1870 al 1871, Nietzsche iniziò a dubitare del suo ruolo come professore di filologia, preferendo in tutto e per tutto la filosofia. In questi anni nei quali Nietzsche si sentiva oppresso dal suo ruolo accademico, trovò conforto nelle frequentazioni con Wagner presso Tribschen, località vicina al lago dei Quattro Cantoni e prossima al centro di Lucerna. Il compositore era riuscito ad acquistare, grazie ad un generoso prestito del re di Baviera Ludovico, una villa in stile rococò. Lì si era stabilito già dal 1866. Entrando in contatto con la cultura respirata dai Wagner e con le questioni di estetica musicale, Nietzsche si distaccò progressivamente dalla filologia per orientarsi decisamente verso la filosofia.

#### La parentesi bellica e laNascita della tragedia

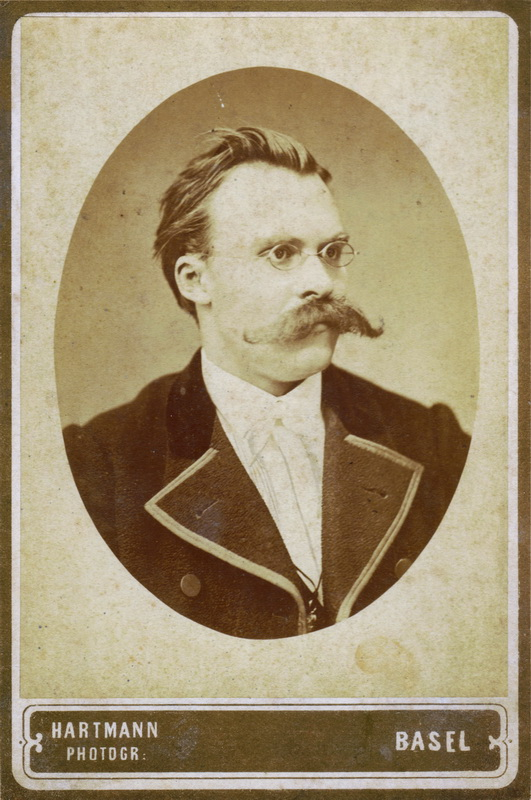
Nietzsche nel 1872, immortalato sull'album fotografico dell'editore Fritzsch, che gli pubblicò la Nascita della tragedia.

Nietzsche stava iniziando a lavorare alla sua prima  nuova opera, la Nascita della tragedia, quando il 19 luglio 1870 scoppiò la guerra franco-prussiana; giuntagli la notizia di una sconfitta prussiana a Wörth mentre era in villeggiatura, scelse di arruolarsi: venne inquadrato nel dipartimento della Croce Rossa dell'esercito prussiano, poiché le autorità svizzere non gli avrebbero permesso di combattere nell'esercito, vista la loro neutralità. Fu addestrato a Erlangen per soli dieci giorni e successivamente, il 23 agosto, inviato al fronte bellico proprio a Wörth.
Stando in varie località dalle retrovie prussiane sino al fronte vero e proprio, Nietzsche lavorò incessantemente per tre giorni e tre notti a curare i feriti, arrivando a contrarre un principio di difterite e dissenteria; venne allora rimpatriato e, dopo una settimana di cure a Erlangen, passò la sua convalescenza a Naumburg fino al 22 ottobre.
Dopo esser tornato a Basilea dal breve servizio militare, tuttavia osservò con scetticismo la creazione del Reich tedesco ad opera del cancelliere Bismarck, di cui precedentemente era stato un grande sostenitore. Invece, soffrì nuovamente dei suoi problemi di salute e gli fu concesso un periodo di malattia. La sorella, che giunse da Naumburg per stare insieme a lui, lo portò a Lugano, dove incontrarono Giuseppe Mazzini.
Mentre era a Lugano  (sarebbe ritornato a Basilea nell'aprile 1871), Nietzsche riprese assiduamente a lavorare alla sua opera: la Nascita della tragedia dallo spirito della musica. Ciò che doveva proporsi come un'opera filologica era in verità uno scritto di attualità, riflettendo le mode culturali tedesche ed europee e paragonandole con la cultura presocratica; peccava, tecnicamente, della metodologia richiesta per uno scritto di filologia.
Nietzsche maturò un grande interesse circa i temi della tragedia greca, manifestandolo già a partire dall'anno precedente quando, il 18 gennaio e il 1º febbraio condusse due conferenze universitarie al riguardo: la prima sul Dramma musicale greco e la seconda su Socrate e la tragedia, ambedue caratterizzate da una marcata distanza dalla disciplina della filologia storicista, un metodo su cui Nietzsche si espresse definendolo «mille miglia lontano dalla grecità».
A fine dicembre 1871 la Nascita della tragedia fu pubblicata in Germania e Svizzera dalle stampe dell'editore Fritzsch, e sin da subito l'opera suscitò da una parte l'ammirazione di Wagner e dei wagneriani, e dall'altra l'indignazione del mondo accademico tedesco, il quale non tollerò ed anzi biasimò la mancanza di metodologia che caratterizzava, a loro dire, l'opera. Infine, il professor Ritschl, rimasto deluso dal lavoro del suo prediletto, scrisse una lettera adirata al rettore di Basilea, criticando duramente Nietzsche e i suoi metodi e asserendo che il suo era stato un «triste capitolo».

#### La rottura con Wagner

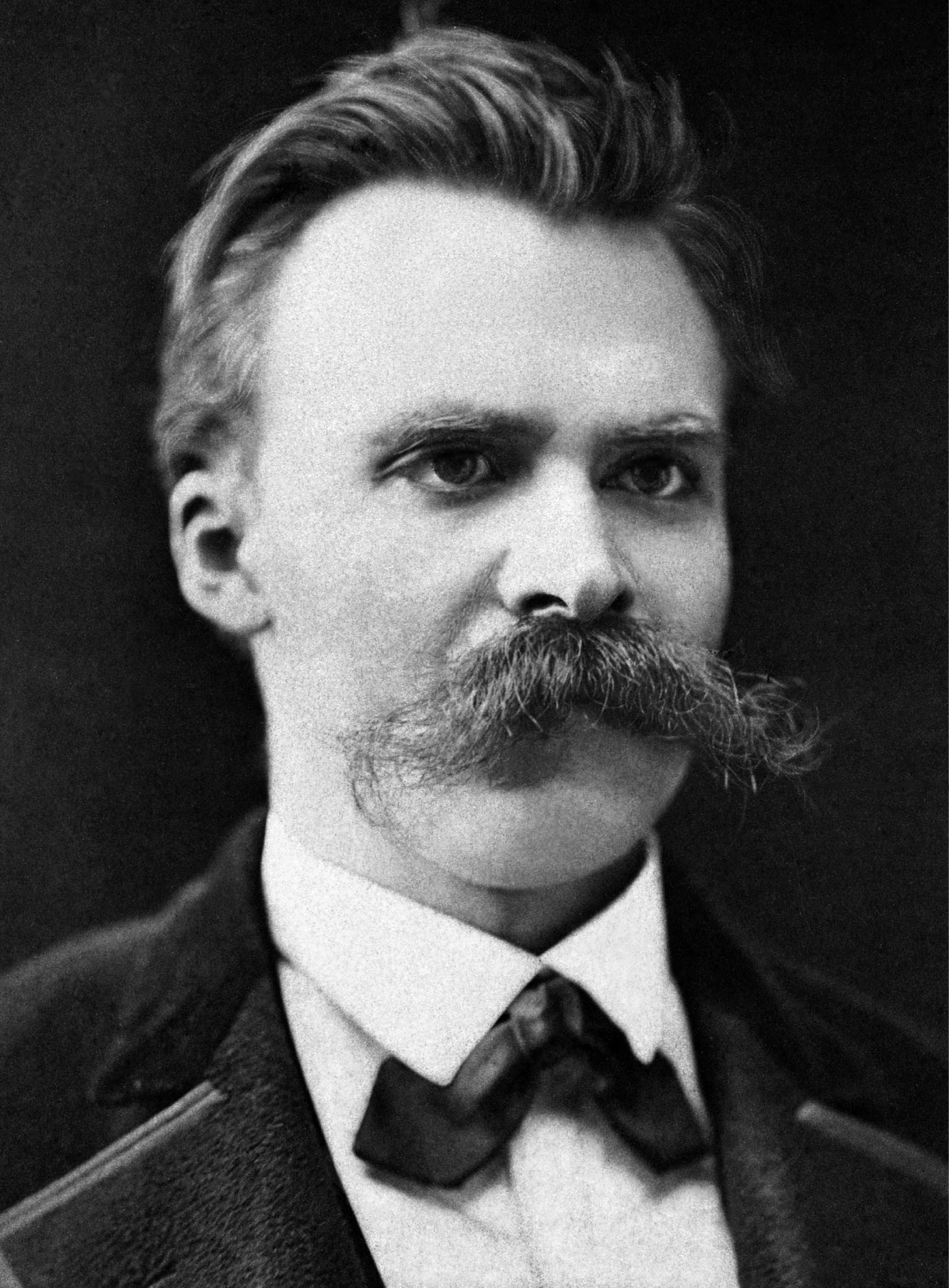
Nietzsche nel 1875

Nel 1873, Nietzsche scrisse la sua prima Considerazione inattuale: David Strauss, l'uomo di fede e lo scrittore, seguita da quella Sull'utilità e il danno della storia per la vita e, infine, da Schopenhauer come educatore e da Richard Wagner a Bayreuth. Si aggiungono anche gli scritti La filosofia nell'epoca tragica dei Greci e Su verità e menzogna in senso extramorale, i quali precisavano per Nietzsche le sue future ambizioni filosofiche, le quali proprio nel periodo che va dal 1873 al 1876 si ampliarono con il suo avvicinamento alle scienze.
Frattanto iniziò a conoscere personalmente uno dei suoi studenti di Basilea, il quale gli si era rivelato interessante: Paul Rée, uno studioso di filosofia, tedesco di origini ebraiche. Tuttavia non riuscì a proseguire regolarmente la conoscenza di Rée a causa di un improvviso crollo della vista, caratterizzato probabilmente da una acutissima miopia. Tale evento scatenò la preoccupazione di Wagner, il quale temeva di poter perdere il suo più "fedele seguace". L'agitazione di Wagner era causata anche dall'incerto andamento circa la preparazione per il festival, tanto che egli chiese a Nietzsche di scrivere una lettera aperta per convincere quante più persone possibili a finanziare l'impresa. L'intervento del re Luigi II si rivelò indispensabile:  il re infatti versò importanti contributi finanziari per l'impresa, che in questo modo riuscì a salvarsi.
Dopo il Natale del 1874, Il Nostro venne colpito da un ennesimo malanno, che gli impedì di presentarsi a Basilea in facoltà, dove comunque egli si recava sempre più di rado. Soprattutto non poté essere presente ai preparativi per il festival in estate.
Per queste ragioni lo scrittore e critico letterario Massimo Fini, avendo curato una biografia su Nietzsche, scrive che:

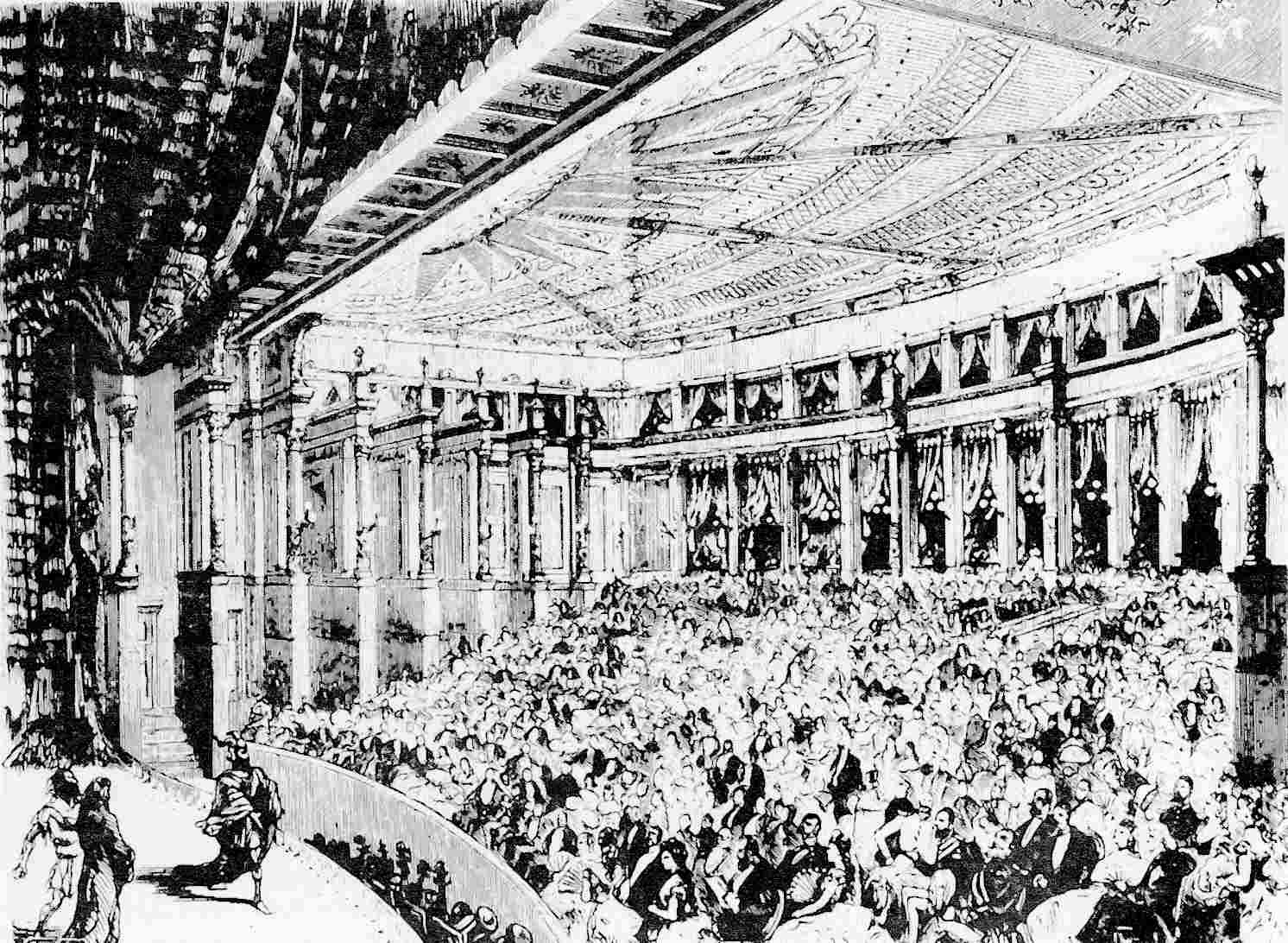
La prima dell'Anello del Nibelungo a Bayreuth, 1876

A marzo 1876, cominciò a lavorare alla sua quarta Inattuale: Richard Wagner a Bayreuth. Tale opera doveva essere intesa come l'incipit culturale del festival di Bayreuth, il quale si avviava ormai sempre più al suo debutto, ma lo sgomento di Nietzsche non passava certo inosservato: lo si leggeva soprattutto da tale scritto, condensato di ambiguità e sottigliezze, che fecero dubitare e preoccupare addirittura il ricevente, ossia Wagner.
L'opera venne pubblicata a luglio in un clima di euforia per il festival, ma il clima così trepidante non coinvolgeva affatto Nietzsche, che anzi visse l'attesa con nervosismo. Giunse da Basilea a Bayreuth fermandosi ad Heidelberg, colmo di malanni; a fine agosto prese a cominciare il festival: Nietzsche dovette allontanarsi, tuttavia, a causa degli acutissimi attacchi di cecità che lo colpivano.
Dovette soggiornare a casa della Meysenbug, di cui era intanto diventato un profondo amico, mentre al festival convenivano le alte classi culturali, dovendo Esso risultare il grande evento culturale della Germania unita nonché dell'Europa avviata verso una pace duratura; Nietzsche ne rimase distaccato, inorridito. Fu la fine della sua amicizia con Wagner, nonché della fase wagneriana del suo pensiero, ora tendente per l'illuminismo: dopo la rottura con Wagner, Nietzsche si imbatté nelle opere dei moralisti francesi quali Montaigne, Pascal e La Rochefoucauld e Voltaire.

#### Il viaggio a Sorrento e la fine dell'esperienza universitaria

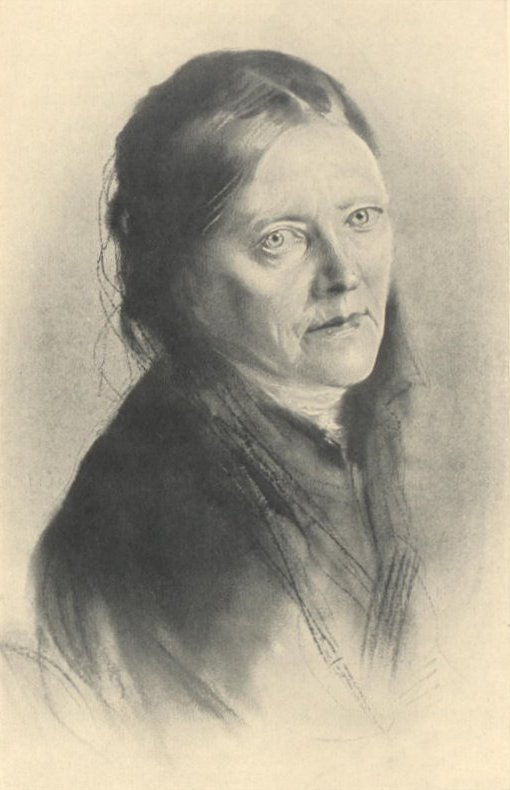
Malwida von Meysenbug: scrittrice affermata, ospitò Nietzsche presso Sorrento e mantenne sempre un vivo carteggio col filosofo

Nel 1876 a Nietzsche fu concesso un anno in malattia date le tremende condizioni in cui versarono nuovamente i suoi occhi. Ciononostante, la Meysenbug (intuendo probabilmente il bisogno di riposo a lui necessarioe desiderato),  lo invitò  a Sorrento presso la villa che lei aveva per l'occasione affittata.  Nietzsche chiese come accompagnatore Paul Rée, oramai diventato suo amico «incomparabile» nonché colui che gli leggeva le lettere a voce alta a causa sempre della sua pessima vista.
Dunque presero il treno da Ginevra e, dopo una sosta a Genova e una a Napoli, raggiunsero la Meysenbug a Sorrento. Stettero ivi mentre vi soggiornava anche Wagner con Cosima, creando per Nietzsche un certo imbarazzo. Ciononostante, fu Wagner a invitarlo presso la sua villa: nonostante il calvario finanziario che era stato il festival di Bayreuth, tanto che il compositore dubitava si potesse celebrare la seconda edizione, era di buon umore, e parlava con Nietzsche come se tra loro due nulla fosse accaduto; tuttavia egli non era interessato più all'amicizia con Wagner, e fu l'ultima volta che si videro.
Quando tornò a Basilea, iniziò a riconsiderare il suo incarico universitario; in effetti, Nietzsche era ridotto a uno stato di salute precario, specialmente per quanto riguardava gli occhi: non poteva scrivere o leggere per più di un'ora e mezza che veniva preso di soprassalto da violente emicranie. Dunque elaborò il metodo di scrittura che sarebbe divenuto caratteristico: quello degli aforismi. Passeggiava in solitudine per ore, riordinando i pensieri e annotandoli fugacemente nel suo taccuino per poi rielaborarli di getto. Era l'unico modo con cui poteva scrivere senza essere preda di malanni. In ogni caso, viveva i dubbi sul suo incarico con ripensamenti continui, indecisioni, ma alla fine decise di rimanere in ateneo.
Dal gennaio del 1879, riprese faticosamente le lezioni a Basilea, ma i malanni lo portarono a disdire tutte le lezioni di lì a poco. Dopo quattro mesi passati in convalescenza, a maggio spedì una lettera al presidente del comitato universitario di Basilea, nel quale gli spiegava che la sua salute aveva raggiunto un punto tale da non potergli più permettere l'insegnamento. A giugno uscì dall'università in cui rimase per dieci anni, coperto finanziariamente con una pensione, garantita proprio dall'università, di mille franchi integrati da altri duemila, in riconoscimento al modo eccellente nel quale condusse l'insegnamento.

### Periodo di viaggi e solitudine (1879-1888)

#### Umano, troppo umanoe la delusione relazionale con Lou von Salomé

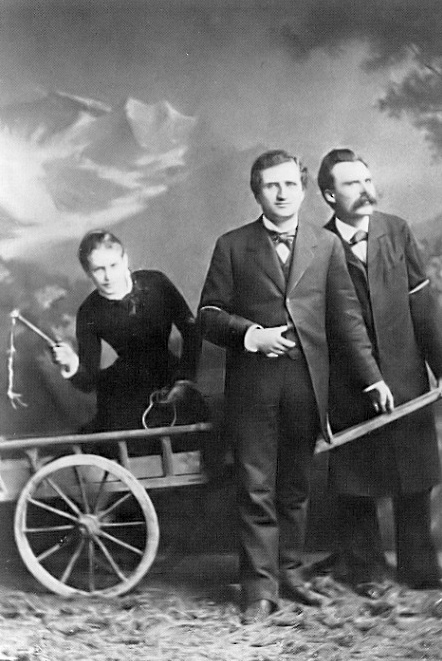
Nietzsche, Rée e la Salomé nel 1882

Intanto, con tutte le difficoltà relative alla scrittura patite da Nietzsche, pubblicò il manoscritto Umano, troppo umano a maggio del 1878. Di matrice filosofica e psicologica, Umano, troppo umano siglava la fine della fase tragica di Nietzsche, e l'apertura al metodo critico, razionale, genealogico che contraddistinse il suo pensiero maturo. Nietzsche ne spedì una copia ai Wagner, suscitando in essi grande scandalo. E Wagner ruppe il silenzio: scrisse sulla rivista da lui redatta (Bayreuth Blätter) un articolo, Pubblico e popolarità, nel quale attaccava i contenuti dello scritto di Nietzsche.
Giunta l'estate, Nietzsche si recò a Wiesen e da lì a Saint-Moritz, dove si perpetrarono nuovamente i malanni; ripresosi in modo discreto, poté proseguire i suoi viaggi alla volta di Riva. Ivi si recò accompagnato da Köselitz, il quale era anche solito scrivere sotto dettatura di Nietzsche, sempre a causa della sua pessima vista. In seguito, i primi del 1880, i due si mossero per Venezia, dove Nietzsche iniziò a dettare a Köselitz una parte dello scritto Aurora. Pensieri sui pregiudizi morali. Alla fine Nietzsche lo completò a Genova. Sempre a Genova, nel 1881, Nietzsche assistette alla Carmen di Bizet, la quale lo spinse a riprendere il lavoro filosofico: così abbozzò la Gaia scienza, che avrebbe concluso nel 1882.
Durante la sua breve permanenza a Messina (dove si era recato da Genova), Nietzsche cominciò a ricevere dalla Meysenbug e da Rée delle particolari lettere, le quali alludevano a «una ragazza singolare [...] straordinaria»: si trattava di Lou von Salomé, una giovane russa espatriata dal regime zarista e dunque in viaggio d'istruzione per l'Europa. Rée scrisse a Nietzsche, senza mezzi termini, che lui e la Salomé volevano coinvolgerlo in un ménage à trois culturale. Così, a Pasqua del 1882, Nietzsche giunse a Roma, dove soggiornavano Rée e la Salomé, incontrandoli in Piazza San Pietro. Nietzsche subito si invaghì della ragazza, e le fece una tempestiva proposta di matrimonio che lei gentilmente rifiutò. Tentò una seconda volta, dopo poco, a Lucerna, dove ottenne un altro rifiuto. L'esperienza di convivio culturale tra i tre svanì: dopo diversi viaggi assieme, i rapporti tra Nietzsche e Rée, anch'egli invaghito di Lou, si sfaldarono.
In seguito alle due delusioni relazionali subite, Nietzsche cominciò a vedere nella formulazione della sua filosofia l'unica sua salvezza psicologica, e così, in dieci giorni, scrisse la prima parte di Così parlò Zarathustra e proseguì alacremente le restanti lungo il gennaio del 1883. A febbraio, mentre soggiornava a Genova, apprese la morte di Wagner, avvenuta il giorno prima a Venezia, dal giornale locale Il Caffaro: tale notizia atterrì Nietzsche, il quale sentì maggiormente il bisogno di scrivere il suo Zarathustra (portato a termine nel 1885). Infine, ruppe i rapporti con la sorella, con cui aveva subìto un acceso alterco circa il carteggio con Lou, disapprovato proprio da ella. Per la prima volta, Nietzsche si ritrovò solo.

#### I costanti viaggi
Dopo tali eventi, Nietzsche tentò di migliorare la sua situazione lasciando Genova per Nizza, dove sperava di trovare un clima più stabile per la sua cagionevolissima salute. Ivi soggiornò lungo tutto l'inverno del 1883 presso la Pension de Genève, dove sarebbe ritornato sovente anche come cliente abituale, come ad esempio da novembre ad aprile dell'anno seguente. 
Oltre a Nizza, dove pernottava per l'inverno, Nietzsche si recava anche a Sils Maria, in Alta Engadina, d'estate: riusciva a lavorare incessantemente, ottenendo l'ispirazione dalle sue lunghissime passeggiate attorno al lago di Silvaplana. Di fatto, trascorse l'intero anno viaggiando tra Nizza e Sils concentrandosi sul completare lo Zarathustra, concludendolo infine a gennaio del 1885.
Probabilmente Nietzsche viveva al limite delle sue ristrette possibilità finanziarie (d'altronde l'unico suo introito proveniva dalla pensione garantitagli dall'ateneo basileese), ma comunque era estremamente attento alle sue finanze, tanto che riuscì a pubblicare lo Zarathustra solo grazie a un prestito dell'amico Overbeck.
In questo periodo è datato un ritorno di Nietzsche in Germania, a seguito di un pessimo soggiorno veneziano nel quale tentò di scrivere Al di là del bene e del male, ma riscontrando nuovamente i dolori agli occhi. Il ritorno in Germania fu vissuto con particolare sofferenza da Nietzsche, data la sua incompatibilità con l'ambiente ed il mondo culturale tedeschi. In ogni caso, si recò a Lipsia per trattare con dei nuovi editori, ma soprattutto per ricongiungersi con Erwin Rohde, al quale venne assegnata in quell'anno la cattedra di filologia dell'università e al quale Nietzsche scrisse una lettera pregna di nostalgia per il loro sodalizio giovanile, nato proprio a Lipsia a distanza di oltre vent'anni. 
Durante l'inverno del 1886, dopo aver completato Al di là del bene e del male, scoprì l'opera di Dostoevskij, la quale lo colpì particolarmente: dopo aver comprato le Memorie dal sottosuolo, romanzo dello scrittore russo, da una libreria nizzarda, cominciò letture onnivore: figurano Renan, Hugo, Zola. Durante la primavera del 1887, scrisse la Genealogia della morale che, una volta completata, dovette di nuovo pubblicare a spese sue; dopo un anno di alternanza tra Nizza e Sils, l'amico Köselitz gli raccomandò di recarsi a Torino e Nietzsche, fidandosi di egli, partì alla volta della città sabauda.

### La breve esperienza di Torino (1888-1889)

#### Il soggiorno e le opere torinesi

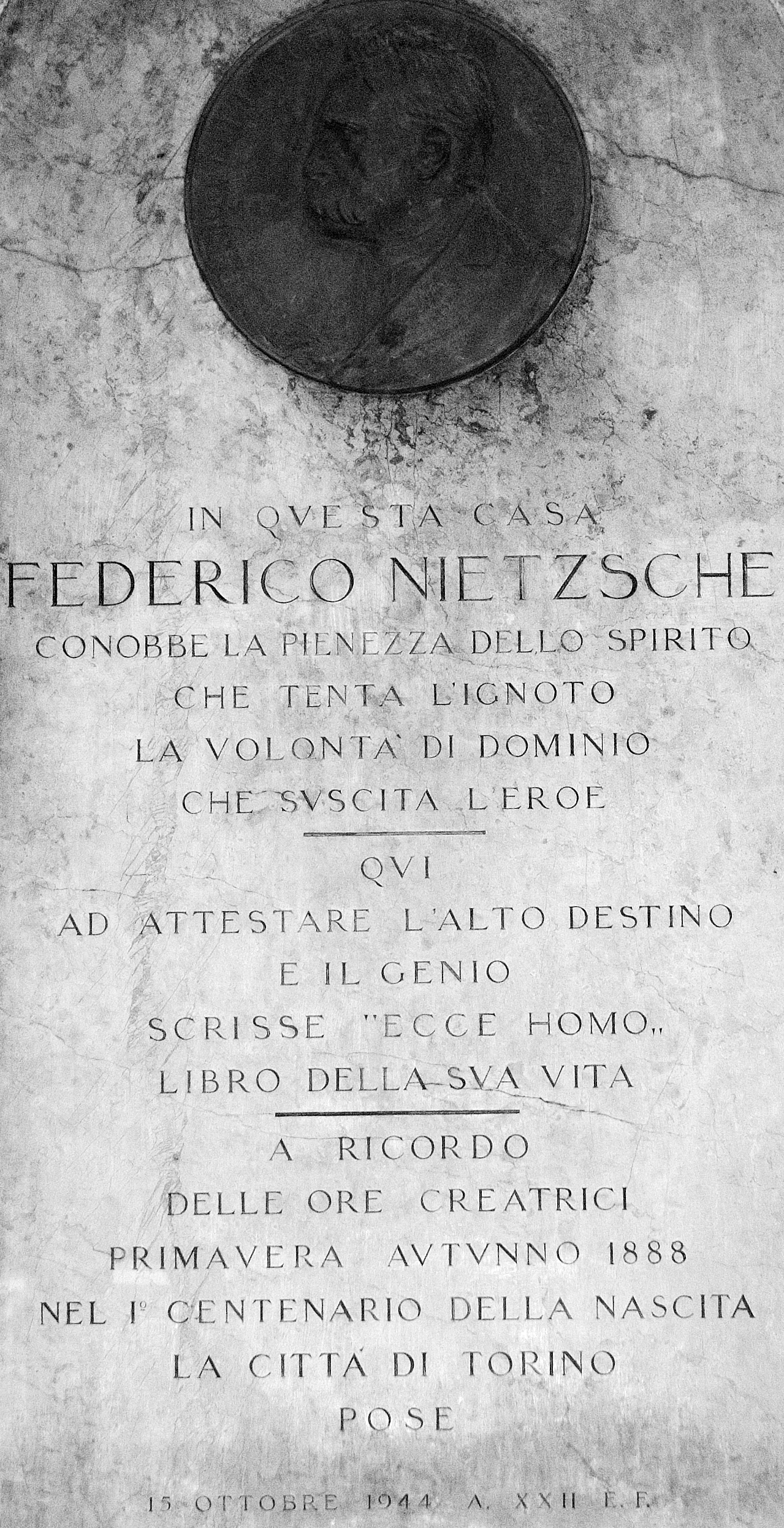
Targa commemorativa posta per il centenario della nascita di Nietzsche (Torino, Piazza Carignano)

Partendo da Nizza, il 5 aprile del 1888 Nietzsche giunse a Torino, e rincasò nella casa affittata dinnanzi a Piazza Carlo Alberto. Durante il suo soggiorno, ricevette una lettera da Georg Brandes, professore di filosofia a Copenaghen, il quale, ammirandone il pensiero, aveva cominciato una sessione di lezioni incentrate su di lui, riscuotendo peraltro un discreto successo. La vita torinese gli ispirò in seguito la scrittura: sono datate al periodo torinese le opere Il caso Wagner, Il crepuscolo degli idoli, Nietzsche contra Wagner, L'Anticristo ed Ecce homo.
Nietzsche si dilettò sin da subito nella vita mondana di Torino: prendendo parte alle varie piece teatrali che interessarono la città durante tutto il 1888, assisté nuovamente alla Carmen di Bizet presso il Teatro Carignano, in aprile. Il favoreggiamento di Bizet a scapito del criticato Wagner (che si ebbe già durante la permanenza a Genova), e la produzione filosofica che Nietzsche dedicò contro questi si acuì soprattutto durante tale periodo torinese.
Successivamente, la pubblicazione del Caso Wagner suscitò l'indignazione dei circoli wagneriani tedeschi e Richard Pohl, eminente wagneriano, scrisse un pamphlet nel quale criticava apertamente Nietzsche; anche Malwida von Meysenbug gli scrisse con severità circa tale trattato. Nietzsche replicò con il breve saggio Nietzsche contra Wagner, nel quale stilò dodici punti di critica indirizzati contro Wagner e i wagneriani.
Durante questo periodo, inoltre, Nietzsche si interessò di politica: dopo il Natale del 1888, scrisse a Overbeck una serie di lettere, nelle quali inneggiava ad una lega anti-tedesca e criticava Bismarck. Overbeck, tuttavia, vide queste lettere ed il loro tono enfatico, esagerato come semplice umorismo.

#### Il crollo psichico
È datato al 3 gennaio 1889 il crollo psichico di Nietzsche: mentre passeggiava per via Po, vide un cavallo fustigato dal cocchiere: accorse incontro l'animale, baciandolo, per poi crollare in preda a spasmi. Tale versione dei fatti è quasi sicuramente romanzata: il filosofo e giornalista Anacleto Verrecchia riporta che i testimoni più rilevanti (in primo luogo Overbeck e la sorella Elisabeth) sostengano che Nietzsche fosse semplicemente caduto per strada. In ogni caso, a seguito dell'atrofizzante svenimento, fu riportato presso l'appartamento di Piazza Carlo Alberto dal suo affittuario, e lì rimase per due giorni.
A partire dal 5 gennaio, alcuni suoi precedenti conoscenti cominciarono a ricevere da parte sua delle lettere di carattere stravagante: il primo fu Burckhardt. Egli riferì a Overbeck della lettera, e lo stesso ricevette il giorno seguente una lettera da parte di Nietzsche. Si precipitò quindi a Torino per riportare Nietzsche, in preda alla pazzia, a Basilea. Nei primi giorni di gennaio, infatti, Nietzsche aveva scritto diverse lettere (denominate dai critici come biglietti della follia) a suoi conoscenti (figurano Paul Deussen, Brandes, Rohde e Cosima Wagner) e anche a figure di spicco, quali il cardinale Tindaro, segretario della Santa Sede, Jan Matejko e Umberto I d'Italia. In particolare, ciò che colpiva Overbeck era, oltre al tono iperbolico delle missive, tipico della produzione aforistica di Nietzsche, il mutamento radicale della sua calligrafia.

### Gli ultimi anni e la morte (1889-1900)
Le autorità sabaude acconsentirono a Overbeck di partire per Basilea con Nietzsche e, dopo il viaggio, fu internato presso l'ospedale psichiatrico di Basilea: Nietzsche soffriva di attacchi di collera e continui deliri, placati solo mediante l'uso abbondante di tranquillanti, e la condizione non sembrò migliorare. In seguito, la madre Franziska intervenne, decidendo di trasferirlo presso una clinica di Jena gestita dal medico Otto Binswanger. In seguito, la madre decise di prendersene carico, riportandolo a Naumburg e accudendolo egli stessa: era l'unica persona che Nietzsche riconosceva e con cui parlava.
Nel 1892, intanto, Elisabeth tornò in Germania, di ritorno dal fallimento finanziario del marito in una colonia del Paraguay, e si profuse ad organizzare e mantenere viva la produzione del fratello: raccolse e riordinò tutti i suoi scritti, contrattandone anche i diritti d'autore, e cominciò a raccogliere fondi per ospitare tali opere in un archivio apposito (il futuro Nietzsche-Archiv), dato il fatto che in Europa si iniziò gradualmente a riscoprire gli scritti di Nietzsche, contribuendone alla fama. 
Elisabeth, per realizzare questo progetto, chiamò a sé Köselitz ed un giovanissimo Rudolf Steiner, che però abbandonò i suoi intenti, tacciando Elisabeth di essere inetta circa il pensiero del fratello. Intanto, aveva affittato una villa a Weimar, ove inaugurò nel 1894 il Nietzsche-Archiv.
Dato l'estremo successo del fratello, conosciuto ormai in tutta Europa per la riscoperta delle sue opere, Elisabeth iniziò ad approfittare di tale fama adoperando dei cambiamenti alle opere del fratello, di cui era in possesso in quanto proprietaria dell'archivio nietzscheano. Il mito circa tale revisione vorrebbe sostenere che Elisabeth abbia aggiunto dei passi vicini alle sue idee politiche nazionaliste ed antisemite; ma fu con la revisione di Colli e Montinari nella seconda metà del Novecento che si accertò che semplicemente omise o censurò alcuni passaggi in cui Nietzsche si mostrava esageratamente critico circa la religione cristiana e la propria famiglia. Overbeck, rimasto sempre fedele a Nietzsche, criticò i metodi di Elisabeth, e si rifiutò di prendere parte all'archivio.
Nietzsche passò l'undicennio dal 1889 al 1900 in uno stato di catatonia totale: veniva spostato mediante una sedia a rotelle, senza la capacità di parlare e di intendere. Spirò infine al mezzogiorno del 25 agosto 1900, all'alba del nuovo secolo che avrebbe coronato la sua fama e la sua fortuna.

## Filosofia

### Introduzione

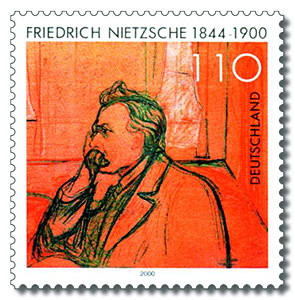

Il filosofo Bertrand Russell giudicò la vita di Nietzsche come «semplice», aggiungendo che la «sua salute non fu mai buona», e descrisse il suo pensiero come relegato principalmente all'etica, dal momento che è quella, come scrive, «la parte dei suoi scritti da cui trasse origine la sua influenza». Ciononostante, già tra i suoi contemporanei si etichettò tale giudizio come limitato; piuttosto, Massarenti descrive il pensiero di Nietzsche come "inattuale", dato che, per molti aspetti, esemplificò l'Europa del secolo in cui visse e persino gli eventi storici avvenire.
Come scrive Colli, la filosofia di Nietzsche differisce profondamente dai pensieri di suoi grandi predecessori (Kant, Hegel, Schopenhauer) a causa della sua asistematicità: il pensiero nietzschiano si pone come opposto ed anche critico delle filosofie sistematiche. Da questa scelta deriva la complessità del pensiero nietzscheano, che si fa infatti ancora più criptico da decifrare, anche se sempre Colli scrive che «Nietzsche non ha bisogno di interpreti. Di se stesso e delle sue idee ha parlato lui quanto basta, e nel modo più limpido»; il suo pensiero è complesso forse proprio per la sua fluidità, che costrinse e costringe gli esegeti a costanti riletture e reinterpretazioni.

### Ricezione ed interpretazione di Nietzsche
(Giorgio Colli, Dopo Nietzsche)
Verso gli ultimi anni della sua vita (per precisione prima della breve esperienza torinese), Nietzsche iniziò già ad acquistare un certo eco in Europa, soprattutto presso i letterati che s'interessarono al suo pensiero prosaico; la fortuna del suo pensiero si sarebbe prolungata durante tutto il Novecento, aprendo nuovi confini per la letteratura, per la filosofia ed anche per l'esegesi letteraria come, ad esempio, in Kundera.
Sino a prima il suo crollo, in Germania Nietzsche era praticamente sconosciuto, tolta la breve notorietà che ottenne con La nascita della tragedia. Ma in seguito si ebbe l'inizio degli studi incentrati sul suo pensiero, e la sua fama, accademicamente fornita da Georg Brandes, era sempre improntata per un'interpretazione letteraria. 
Come per esempio afferma Thomas Mann, autore che riuscì nell'intento di traslare la filosofia di Nietzsche su un piano letterario, Nietzsche fu interpretato da una generazione di scrittori come base letteraria e come modello di letteratura quasi alla pari di Goethe. Infatti lo stesso Mann fu un profondo conoscitore del pensiero nietzscheano, basandovi molte sue opere: La montagna incantata, ad esempio, segue il topos letterario del viaggio citato da Nietzsche nello Zarathustra; e ancora, i Buddenbrook si prefigurano secondo la decadenza artistica di una famiglia, tema ricorrente in Nietzsche sia filosoficamente sia biograficamente, come vorrebbe tenere presente una parte della critica.
Per quanto riguarda l'interpretazione e la decifrazione dei testi nietzscheani, il pensiero di Nietzsche subì dapprima una serie di attacchi (databili a inizio Novecento) da parte del critico ed esegeta Eduard von Hartmann, una figura di spicco per la filosofia accademica, il quale tacciò tale produzione per la sua amoralità e per la sua "personalità".
Ciononostante, nel corso del tempo s'inserirono le ipotesi più variegate. Nel corso del Novecento si sarebbe dato molto credito alla lettura che fece Karl Jaspers, la quale argomenta il pensiero di Nietzsche come un'anticipazione dell'esistenzialismo, teorico della crisi della coscienza europea e, inoltre, sostiene anche un legame filosofico tra Nietzsche e Kierkegaard, di cui già Karl Löwith aveva parlato. Fu per altro sempre Jaspers a rinvigorire il dibattito filosofico sul legame tra Nietzsche e cristianesimo con il trattato Nietzsche und das Christentum (Nietzsche e il cristianesimo) del 1946.

Gli interventi esegetici che Colli e Montinari apportarono nei confronti dei testi di Nietzsche non furono solamente di calibro linguistico: vi furono di fatto anche (se non soprattutto) interventi critici, grazie ai quali essi risuscitarono, a partire dalla seconda metà del XX secolo, un enorme interesse in Europa: in Francia si ebbe prima nei circoli letterari (Georges Bataille, Sartre, Camus) e poi nella disciplina filosofica vera e propria (specialmente in Gilles Deleuze); si ebbe anche in Italia (dove si consumò lo studio critico Colli-Montinari) e, oltre il continente europeo, negli Stati Uniti.

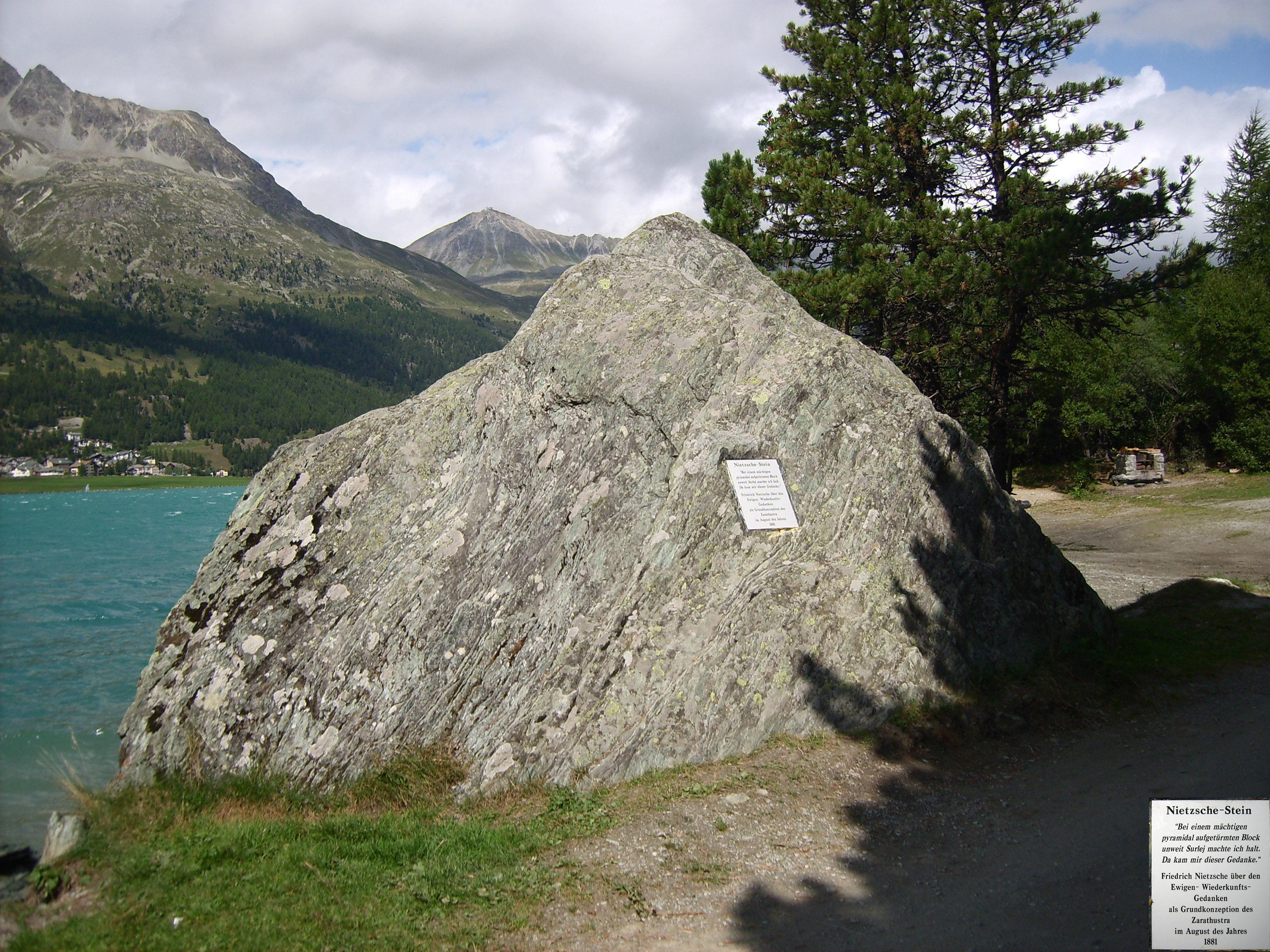
La pietra alla memoria di Nietzsche presso il lago di Sils, Sils-Maria, alta Engadina

Così, l'esegesi di Nietzsche riacquisì auge, prima con Eugen Fink e poi con Martin Heidegger. Fink (come avrebbe poi affermato anche Deleuze) sostiene che la novità del pensiero nietzscheano è insita nel suo tentativo di uscire dall'approccio metafisico che aveva caratterizzato la filosofia fino al suo tempo. Tale tendenza influenza, parallelamente, gli studi italiani, i cui critici cominciano ad assorbire i concetti che vedono Nietzsche come "antimetafisico", specialmente Ferruccio Masini, il quale rintraccia nel pensiero nietzscheano una dialettica del nichilismo. 
In Italia lo studio critico su Nietzsche fu rinvigorito dapprima da Gianni Vattimo e poi da Massimo Cacciari, i quali analizzarono in particolare il relativismo con cui Nietzsche spiegò la crisi dei valori e la fine del razionalismo culturale; in Germania, invece, fu ripreso da autori quali Heidegger, Gadamer e Wolfgang Müller-Lauter.
Tuttora, gli studi nietzscheani si orientano secondo una decisiva prescrizione di Heidegger, che nel 1961 mise per scritto un ciclo di conferenze universitarie tenute su Nietzsche tra il 1936 e il 1946 sotto il titolo di Nietzsche, un saggio divulgativo circa il suo pensiero edito a Pfullingen e suddiviso in due volumi. 

### La critica alla cultura tedesca

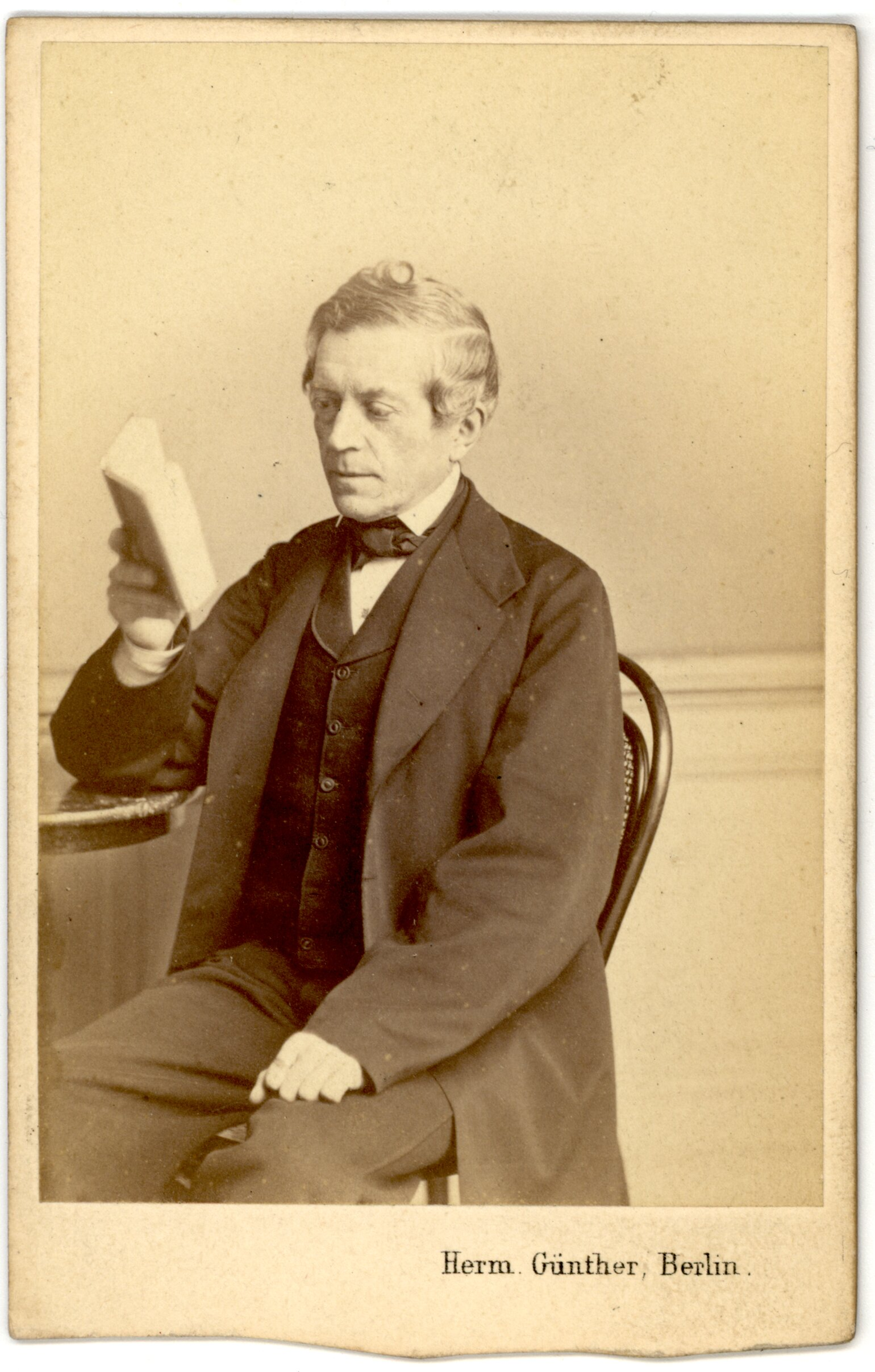
David Strauss: filologo e critico della religione; Nietzsche lo critica e lo esemplifica come paradigma del degrado culturale tedesco

Da un punto di vista filosofico, il cambiamento di Nietzsche da fervente nazionalista tedesco a critico della Germania imperiale, del pangermanismo e della cultura tedesca (che lo porterà a scrivere le Inattuali) si concretizza dopo la guerra franco-prussiana: la Germania, divenuta potenza egemone dell'Europa, volendo anche porvisi come guida culturale, dà vita ad una nuova coscienza sociale ed individuale di cui Nietzsche analizza scrupolosamente i motivi. 
Ma più che altro, Nietzsche concentra la sua critica su un filone particolare: quello teologico, individuato in David Strauss, filosofo razionalista che destò molto scandalo in Germania quando, nel 1835, scrisse la Vita di Gesù, uno scritto esegetico circa i Vangeli nel quale sostenne l'inesistenza storica di Gesù, opponendovi la sua probabile figura mitologica. Nel 1872 tuttavia, con La vecchia e la nuova fede, Nietzsche giunse ad etichettare Strauss come la causa del degrado culturale dei tedeschi, definendo la sua dottrina come "filistea" e addirittura (più tardi) un "vangelo da birreria". Nietzsche, di Strauss, critica gli intenti radicali del suo scritto: rimpiazzare la vecchia fede con la nuova fede.
Circa lo storicismo che impera nella mentalità culturale tedesca del suo tempo, Nietzsche non risparmia altrettante critiche: di fatto, il tema dello storicismo e della sua natura è affrontato e ripreso più volte nell'opera nietzscheana; Nietzsche etichetta come la sovrabbondanza di cultura storica sia fine a se stessa, e di conseguenza la cultura stessa divenga fine a se stessa. E questo è anche il canovaccio di cui si serve per criticare il sistema universitario tedesco con la conferenza Sul futuro delle nostre scuole (1872).
Tale attacco provocatorio al pensiero tedesco (mosso soprattutto mediante le Inattuali) sarebbe perdurato in tutta la filosofia nietzscheana, anche se con un mutamento particolare: se con Schopenhauer come educatore Nietzsche aveva testamentato la sua stima incondizionata per il maestro Schopenhauer, come d'altronde anche con la Nascita della tragedia, nel suo pensiero maturo l'avrebbe criticato duramente, tacciando il suo pensiero come nichilista. 

### LoZarathustrae i suoi contenuti

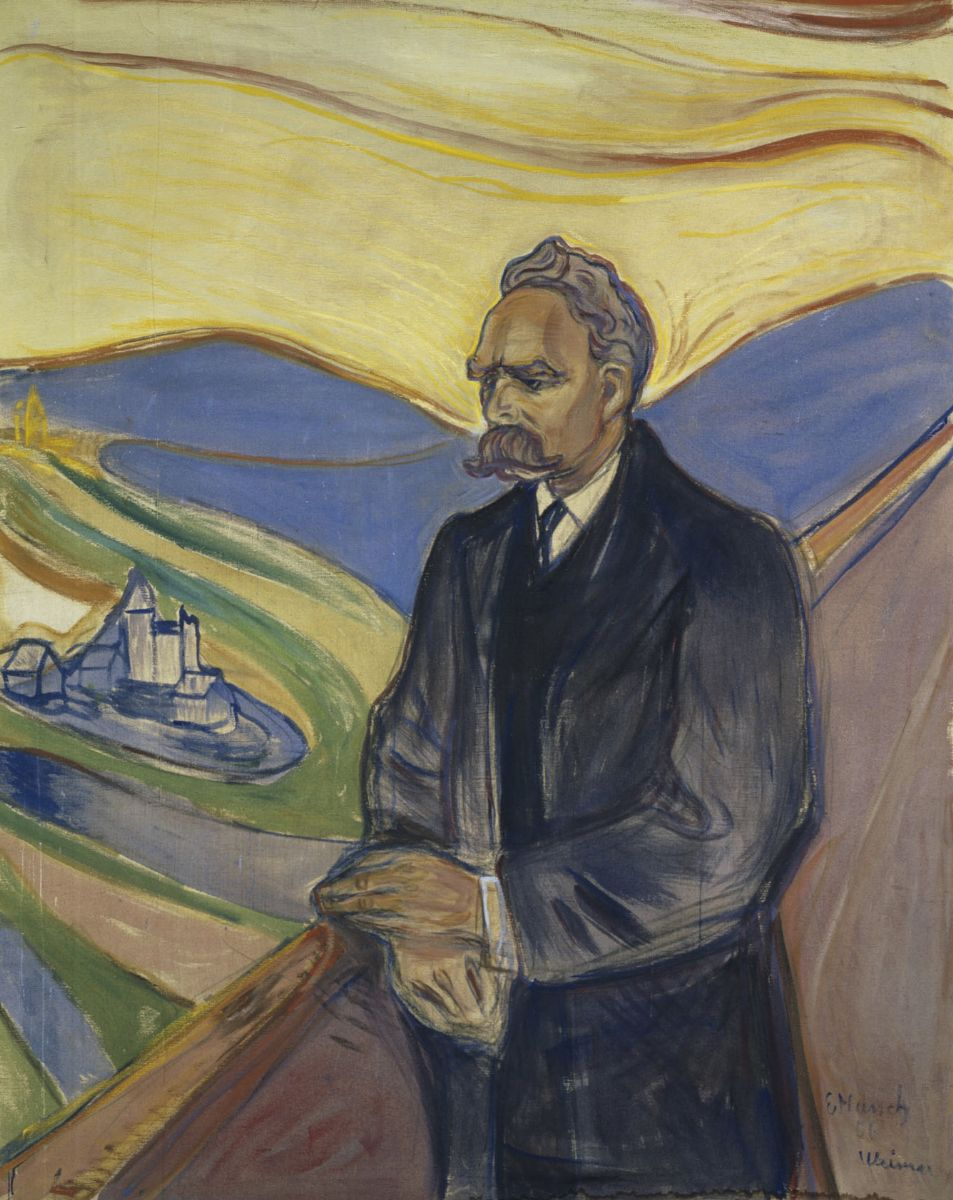
Nietzsche in un ritratto di Edvard Munch del 1906

L'evoluzione maturata da Nietzsche sul piano stilistico non si manifesta solo mediante l'utilizzo di aforismi, di poesie o di massime, bensì si manifesta andando ben oltre il suo periodo illuminista: Così parlò Zarathustra, opera che segna l'inizio della sua filosofia matura secondo la periodizzazione accademica di Nietzsche, non è un saggio, non è un trattato e non è un'opera poetica: è bensì, almeno secondo Vattimo, un lungo poema in prosa, che, sempre secondo Vattimo, si ricalca sul Nuovo Testamento.
In esso sono contenuti i principali concetti della filosofia nietzscheana: dalla critica alla morale alla trasvalutazione di tutti i valori. In particolare è essa un tema che proprio con lo Zarathustra Nietzsche adisce ed esplora: in senso stretto, è il superamento della moralità desueta e non più applicabile alla modernità, rinunciata proprio per una moralità nuova, moderna, fondantesi su princìpi di pochi capaci di carpire il valore del nuovo.

## Cronologia delle opere
- Willensfreiheit und Fatum [Fato e libertà], Pforta 1862.
- Mein Leben [La mia vita], Pforta-Röcken 1864.
- Homer und die klassische Philologie [Omero e la filologia classica], Basilea 1868.
- Über die Zukunft unserer Bildungsanstalten [Sul futuro delle nostre scuole], Basilea 1872.
- Fünf Vorreden zu fünf ungeschriebenen Büchern [Cinque prefazioni per cinque libri non scritti], Basilea 1872.
- Die Geburt der Tragödie [La nascita della tragedia], E. W. Fritzsch, Lipsia 1872.
- Die Philosophie im tragischen Zeitalter der Griechen [La filosofia nell'epoca tragica dei Greci], Bayreuth 1870-1873.
- Über Wahrheit und Lüge im außermoralischen Sinn [Su verità e menzogna in senso extramorale], 1873.
- Unzeitgemäße Betrachtungen [Considerazioni inattuali], Bayreuth 1873-1876.
- Menschliches, Allzumenschliches [Umano, troppo umano], 1878.
- Morgenröte [Aurora. Pensieri sui pregiudizi morali], 1881.
- Idyllen aus Messina [Idilli di Messina], 1882.
- Die fröhliche Wissenschaft [La gaia scienza], 1882.
- Also sprach Zarathustra [Così parlò Zarathustra], Naumann, Lipsia 1885.
- Jenseits von Gut und Böse [Al di là del bene e del male], Naumann, Lipsia 1886.
- Zur Genealogie der Moral [Genealogia della morale], Naumann, Lipsia 1887.
- Der Fall Wagner [Il caso Wagner], Naumann, Lipsia 1888.
- Magnum in parvo [Magnum in parvo: Una filosofia in compendio], 1888 (rinvenuta in quanto opera perduta solo nel 2024 ed edita ad opera di Joaquín Riera Ginestar).
- Götzen-Dämmerung [Il crepuscolo degli idoli], Naumann, Lipsia 1888.
- Der Antichrist [L'Anticristo], Naumann, Lipsia 1888 (pubbl. però nel 1894 da Overbeck e Köselitz).
- Ecce Homo [Ecce homo], Naumann, Lipsia 1888.
- Nietzsche contra Wagner [Nietzsche contro Wagner], Naumann, Lipsia 1888.
- Der Wille zur Macht [La volontà di potenza], Nietzsche-Archiv, Weimar 1901.

### Esplicative
1. ↑  In particolare, oltre al padre, era stato ministro religioso anche il nonno di Friedrich; il prozio fu invece autore di testi esegetici sulla Bibbia: discendeva, insomma, da una linea ereditaria di luterani che s'impose nella zona provinciale della Sassonia sin dal XVIII secolo; cfr. Hollingdale, p. 3. Vi è addirittura una pagina sulla Allgemeine Deutsche Biographie che riporta come voce Friedrich August Nietzsche, prozio di Nietzsche nato nel 1795 o 1796 e morto nel 1833, di professione giurista. Cfr. (DE) Nietzsche. Dr. Friedrich August, su Allgemeine Deutsche Biographie, vol. 23, Lipsia, Duncker & Humblot, 1886,  pp. 691–692.
2. ↑  Il ritratto generale del padre di Nietzsche è frammentario ma soprattutto fazioso: di fatto le uniche fonti circa la sua figura sono giunte proprio da Nietzsche. Si hanno piuttosto delle testimonianze che descrivono il padre come introverso, solitario e tendenzialmente estraneo alle faccende famigliari. Cfr. Canfarini, p. 16.
3. ↑  Di fatto, a partire dal 1861, Nietzsche entrò in contatto con una visione filosoficamente materialista della religione. Viene ricordata addirittura una specie di discussione circa questo argomento della Pasqua 1861 tra il giovane Nietzsche e sua madre Franziska, forse scaturita dal fatto che Nietzsche parlò a sua sorella della Leben Jesu di Karl von Hase, scrittore ateo e anticlericale. Cfr. Hayman, p. 39.
4. ↑  Il prestigio universitario della facoltà di filologia di Bonn era infatti dato dalla presenza in ateneo dei due filologi più famosi della Germania: Otto Jahn (anche se maggiormente famoso per una biografia di Mozart) e Friedrich Ritschl. Cfr. Hollingdale, pp. 28-29.
5. ↑   I due giunsero mentre a Lipsia si celebravano i cent'anni della permanenza di Goethe in ateneo. Nietzsche avrebbe sottolineato ciò con ironia (ma anche con spirito di veggenza) dicendo: «Nutriamo l'umile speranza che tra altri cento anni venga ricordata anche la nostra immatricolazione». Cfr. Canfarini, p. 43.
6. ↑  In particolare, il materialismo con cui Nietzsche entrò in contatto in questo periodo si rintraccia inevitabilmente nella sua filosofia: nella Genealogia della morale, ad esempio, analizza da un punto di vista materialista i fondamenti della morale, della religione e dei valori occidentali più moderni. Cfr. in particolare:  Luca Fonnesu, Storia dell'etica contemporanea, Roma, Carocci, 2018  [2006],  pp. 93-94, ISBN 978-88-430-9133-1.
7. ↑  Overbeck, di fatto, proponeva un'esegesi alternativa dei Vangeli, basandosi sulla loro dissertazione storico-filologica al fine di decifrarne il contenuto autentico. Era inoltre risaputo, a Basilea, che Overbeck professasse un ateismo a cui la dirigenza accademica, sociale e culturale di Basilea e, più in generale, della Svizzera, badava poco. L'ateismo di Overbeck gli consentiva dunque un insegnamento legittimo in Svizzera, che in Germania sarebbe stato del tutto precluso. Cfr. Young, p. 105. E: Fini, pp. 71-72.
8. ↑  Nietzsche comunicò la scelta di unirsi allo sforzo bellico prussiano ai Wagner; Cosima, pur avendo ascendenze francesi che addirittura la connettevano al ministro di guerra di Napoleone III, sosteneva la causa dei prussiani come il marito, ma suggerì a Nietzsche di non partire. Al contrario, lo invitò, forse con tono ironico, a donare pacchetti di sigarette per i soldati al fronte. Cfr. Young, p. 136.
9. ↑  Piuttosto, si concentrò sugli eventi della Comune di Parigi, i quali lo inquietavano abbastanza. L'inquietudine era data tuttavia da una notizia falsa e in seguito smentita da ogni fonte storica: a Basilea si era diffusa la cronaca che il Louvre fosse stato bruciato dai rivoluzionari come risposta a una rappresaglia militare. In verità ad andare alle fiamme fu un altro sito: il Palazzo delle Tuileries, ma Nietzsche rimase a piangere un intero pomeriggio pensando al presunto rogo del Louvre. Vedasi: Fini, p. 50.
10. ↑  Della Salomé compie un veloce ragguaglio biografico Fini. Vedasi: Fini, pp. 201–211.
11. ↑  Si aggiunge anche l'affermazione di Severino, il quale sostiene, parafrasando Heidegger, che bisognerebbe leggere Nietzsche come un pensatore speculativo e, per precisione, come si evincerebbe dal libro quarto della Metafisica di Aristotele. Vedasi: Severino, 0 min 8 s.
12. ↑  Per una monografia su Brandes v.si: Brandes, Georg, in Treccani.it – Enciclopedie on line, Roma, Istituto dell'Enciclopedia Italiana. Ivi si spiega la sua intensa attività in qualità di biografo e di critico letterario.

### Bibliografiche
1. ↑   Luciano Canepari, Nietzsche, in Il DiPI: dizionario di pronuncia italiana, Bologna, Zanichelli, 1999, ISBN 88-08-09344-1.
2. ↑   Nietzsche, Friedrich Wilhelm, in Treccani.it – Enciclopedie on line, Roma, Istituto dell'Enciclopedia Italiana.
3. ↑  Carus, p. 230.
4. ↑   Giuseppe Gabetti e Rodolfo Paoli, NIETZSCHE, Friedrich Wilhelm, in Enciclopedia Italiana, Roma, Istituto dell'Enciclopedia Italiana, 1932.
5. ↑  (EN) Friedrich Nietzsche, in Enciclopedia Britannica, Encyclopædia Britannica, Inc.
6. ↑  (DE) Kurt Schilling, Geschichte der Philosophie, Heidelberg, Carl Winter, 1949,  p. 193, SBN RMS2834227.
7. 1 2  (EN) Dimitri Hemelsoet et al., The neurological illness of Friedrich Nietzsche, in Acta neurologica belgica, n. 108, Gand, Università di Gand, 2008,  pp. 9–16, PMID 18575181.
8. ↑  Penzo, p. 15.
9. ↑  Young, p. 4.
10. ↑  Abraham, p. 12.
11. ↑  Canfarini, p. 15.
12. ↑  Hollingdale, p. 4.
13. ↑  Hollingdale, p. 7.
14. ↑  Hollingdale, pp. 7–8.
15. ↑  Fini, p. 25.
16. ↑  Canfarini, p. 17.
17. ↑  Carus, pp. 232–233.
18. 1 2  Hayman, p. 17.
19. ↑  Fini, p. 26.
20. ↑  Beonio Brocchieri, p. 9: 
«[...] l'uragano scoppia e il fulmine percuote la famiglia nel suo centro vitale. Il padre muore di un oscuro male che gli dilania il cervello tra spasimi atroci. L'organo dell'antica parrocchia di Röcken, dal quale il piccolo Fritz aveva ascoltato per la prima volta le voci profonde di Bach e di Beethoven evocate dalla cara mano paterna, è fatto muto.»
21. ↑  Hayman, p. 18.
22. ↑  Young, p. 9.
23. 1 2  Abraham, p. 13.
24. ↑  Hollingdale, p. 10.
25. 1 2  Hollingdale, p. 12.
26. ↑  Young, p. 12.
27. ↑  Hayman, p. 19.
28. ↑  Fini, p. 28.
29. ↑  Abraham, pp. 20–21.
30. ↑  Canfarini, p. 20.
31. 1 2  Hayman, p. 27.
32. ↑  Hollingdale, p. 14.
33. ↑  Beonio Brocchieri, p. 8.
34. ↑  Young, p. 21.
35. ↑  Hollingdale, p. 15.
36. ↑  Hollingdale, p. 18.
37. ↑  Canfarini, p. 21.
38. ↑  Fini, p. 33: 
«È contrario al fumo, beve pochissimo vino, alla birra preferisce, come una vecchia zia, i dolciumi, le tazze di cioccolato e di tè, evita i giochi chiassosi e nelle questioni di sesso è pudicissimo. Si lamenta, nei suoi diari, che a Jena, dove si è recato in gita, "si corre un po' troppo la cavallina" e l'incontro casuale con un'associazione di goliardi, "famigerata per le bevute e i duelli", lo scandalizza.»
39. ↑  Young, p. 23.
40. ↑  Hayman, pp. 48–49.
41. ↑  Abraham, p. 29.
42. 1 2  Young, p. 27.
43. ↑  Hayman, p. 34.
44. ↑  Abraham, p. 24.
45. ↑  Young, p. 5.
46. ↑  Beonio Brocchieri, p. 7.
47. ↑  Young, pp. 28–29.
48. ↑  Young, p. 29.
49. ↑  Young, p. 31.
50. ↑  Abraham, p. 31.
51. ↑  Canfarini, p. 36.
52. ↑  Young, p. 51.
53. ↑  Young, p. 52.
54. ↑  Hollingdale, p. 28.
55. ↑  Young, p. 53.
56. ↑  Abraham, p. 34.
57. ↑  Canfarini, p. 37.
58. ↑   Sofia Vanni Rovighi et al., Storia della filosofia contemporanea, Brescia, La Scuola, 1980,  p. 306, SBN MIL0168980.
59. ↑  Beonio Brocchieri, p. 14: 
«Passando all'Università di Bonn, Nietzsche si trova d'un tratto sbalzato in pieno ambiente goliardico. [...] Chiasso, turbolenza e baldoria. Ribellioni della esuberante giovinezza che si inebbria di sole e di moto lungo le rive del Reno; canzoni, avventure e duelli. Dopo breve esperienza Nietzsche si apparta.»
60. 1 2  Young, p. 57.
61. ↑  Hayman, p. 62.
62. ↑  Young, p. 56.
63. ↑  Hayman, p. 63.
64. ↑  Massarenti, p. 18.
65. 1 2 3  Young, p. 58.
66. ↑  Young, p. 60.
67. ↑  (DE) Paul Deussen, Errinerungen an Friedrich Nietzsche, Lipsia, Brockhaus, 1901,  p. 24, SBN PUV0768196.
68. ↑  Verrecchia, p. 262.
69. ↑  Canfarini, p. 38.
70. ↑  Hayman, p. 64.
71. ↑  Chamberlain, p. 62.
72. ↑  Verrecchia, pp. 261–262.
73. ↑  (EN) Joachim Köhler, Zarathustra's Secret, traduzione di Taylor Ronald, Yale University Press, New Haven-Londra, 2002,  p. 18, LCCN 2002101100.
74. ↑  Canfarini, p. 39.
75. ↑  Vattimo, p. 138.
76. 1 2  Penzo, p. 188.
77. ↑  Verrecchia, p. 261.
78. ↑  Young, p. 62.
79. ↑  Young, p. 63.
80. 1 2  Abraham, p. 39.
81. 1 2  Young, p. 64.
82. ↑  Canfarini, p. 44: 
«La lettura avvenne tra la fine di ottobre e l'inizio di novembre [...], ma già a dicembre chiese in regalo alla madre i Parerga e Paralipomena e il saggio su Schopenhauer di Rudolf Haym.»
83. ↑  Dolson, p. 241.
84. ↑  Canfarini, p. 45.
85. 1 2  Abraham, p. 45.
86. ↑  Young, pp. 64–65.
87. ↑  Canfarini, p. 46.
88. ↑  Young, p. 65.
89. ↑  Abraham, p. 41.
90. ↑  Young, p. 66.
91. 1 2 3  Young, p. 74.
92. ↑  Abraham, p. 46.
93. 1 2  Abraham, p. 47.
94. ↑  Canfarini, p. 50:
«All'inizio il nuovo regime di vita gli parve eccessivamente gravoso [...], ma poi ne apprezzò i lati positivi e si lasciò coinvolgere, complice l'attrazione per l'equitazione [...]»
95. ↑  Abraham, p. 48.
96. ↑  Young, p. 76.
97. ↑  Young, pp. 77–78.
98. ↑  Abraham, p. 50.
99. ↑  Canfarini, p. 54: 
«Troppi erano gli agganci culturali e piscologici perché l'incontro [tra Wagner e Nietzsche] non producesse effetti [...]»
100. ↑  Beonio Brocchieri, p. 26.
101. ↑  Abraham, p. 51.
102. ↑  Young, p. 78.
103. ↑  Abraham, p. 52.
104. ↑  Young, pp. 78–79.
105. 1 2  Young, p. 80.
106. ↑  Fini, p. 67.
107. ↑  Young, p. 99.
108. ↑  Abraham, p. 53.
109. ↑  Young, p. 101.
110. ↑  Canfarini, p. 62.
111. 1 2  Beonio Brocchieri, p. 29.
112. ↑  Young, p. 104.
113. ↑  Canfarini, p. 58.
114. ↑  Fini, p. 72: 
«Fu Overbeck ad accorrere a Torino, quando l'amico dette segni evidenti di follia, per riportarlo in patria. E fu l'unico, o fra i pochissimi, a non sfruttarne l’enorme fama [...]»
115. ↑  Fini, p. 73: 
«Anche chi vedeva Burckhardt e Nietzsche andare a casa insieme attraversando la piazza del Duomo non poteva non osservare che Burckhardt recitava nei confronti di Nietzsche il ruolo del Noli me tangere.»
116. 1 2 3  Young, p. 106.
117. ↑  Canfarini, p. 60.
118. ↑  Massarenti, p. 26.
119. ↑  Abraham, p. 57.
120. ↑  Young, p. 136.
121. ↑  Canfarini, pp. 65–66.
122. ↑  Young, p. 137.
123. ↑  Canfarini, p. 66.
124. ↑  Massarenti, p. 24.
125. ↑  Young, p. 3.
126. ↑  Beonio Brocchieri, p. 31: 
«Torce lo sguardo dai saturnali Bismarckiani celebrati con facile baldanza sotto la vinta capitale nemica, e torna allo studio.»
127. ↑  Abraham, p. 59.
128. 1 2  Abraham, p. 60.
129. ↑  Fini, pp. 49–50.
130. ↑  Abraham, p. 61.
131. ↑  Vattimo, pp. 9–10.
132. ↑  Canfarini, p. 64.
133. ↑  Abraham, p. 64.
134. ↑  Beonio Brocchieri, pp. 35–36.
135. ↑  Fini, p. 102.
136. ↑  Scrisse Ritschl: «Ma il nostro Nietzsche! Questo è veramente un triste capitolo». Citato in: Massarenti, p. 27.
137. ↑  Fini, pp. 110–111.
138. 1 2  Fini, p. 111.
139. 1 2 3  Fini, p. 112.
140. ↑  Beonio Brocchieri, p. 52.
141. ↑  Diari di Cosima Wagner, citati in: Fini, p. 113.
142. 1 2  Fini, p. 114.
143. 1 2  Fini, p. 121.
144. ↑  Fini, p. 125.
145. ↑  Fini, pp. 125–126.
146. ↑  Beonio Brocchieri, pp. 49–50.
147. ↑  Fini, pp. 126–127.
148. 1 2  Fini, p. 127.
149. ↑  Fini, p. 128.
150. ↑  Beonio Brocchieri, pp. 50–51.
151. 1 2  Fini, p. 151.
152. ↑  Fini, p. 152.
153. 1 2  Abraham, p. 83.
154. ↑  Fini, p. 156.
155. 1 2  Fini, p. 157.
156. 1 2  Fini, p. 162.
157. ↑  Fini, p. 163.
158. ↑  Fini, p. 176.
159. 1 2  Fini, p. 178.
160. ↑  Massarenti, p. 31.
161. 1 2  Fini, p. 168.
162. ↑  Abraham, p. 87.
163. ↑  «Risulta difficile non parlare ogni tanto del triste libro dell'amico Nietzsche», scrive Cosima nei suoi Diari. Fini, p. 169.
164. ↑  Fini, p. 170.
165. ↑  Abraham, p. 89.
166. ↑  Fini, p. 185.
167. ↑  Massarenti, pp. 29–30.
168. ↑  Fini, p. 188.
169. ↑  Massarenti, p. 35.
170. ↑  Massarenti, p. 38.
171. ↑  Abraham, p. 98.
172. ↑  Fini, pp. 198–199.
173. ↑  Abraham, p. 99.
174. 1 2  Fini, p. 211.
175. ↑  Fini, p. 212.
176. ↑  Massarenti, pp. 47–48.
177. ↑  Fini, p. 215.
178. 1 2  Massarenti, p. 48.
179. ↑  Fini, p. 238.
180. ↑  Fini, pp. 238–239.
181. ↑  Abraham, p. 106.
182. 1 2  Massarenti, p. 51.
183. ↑  Fini, p. 246.
184. 1 2  Fini, p. 251.
185. ↑  Fini, p. 276.
186. ↑  Abraham, p. 113.
187. ↑  Fini, p. 278.
188. 1 2  Fini, p. 282.
189. ↑  Fini, p. 277.
190. 1 2  Fini, pp. 288–289.
191. ↑  Fini, p. 289.
192. ↑  Abraham, p. 121.
193. ↑  Abraham, pp. 120–121.
194. ↑  Fini, p. 293.
195. ↑  Fini, p. 295.
196. ↑  Fini, p. 301.
197. ↑  Verrecchia, p. 7.
198. ↑  Chamberlain, p. 11.
199. ↑  Abraham, pp. 130–131.
200. ↑  Verrecchia, p. 30.
201. ↑  Massarenti, p. 52.
202. ↑  Abraham, p. 131.
203. ↑  Massarenti, p. 56.
204. ↑  Chamberlain, p. 46.
205. ↑  Chamberlain, p. 57.
206. ↑  Abraham, p. 135.
207. ↑  Abraham, pp. 134–135.
208. ↑  Chamberlain, pp. 175–176.
209. ↑  Verrecchia, p. 163.
210. 1 2 3 4 5  Abraham, p. 136.
211. ↑  Massarenti, pp. 56–57.
212. ↑  Verrecchia, p. 208.
213. ↑  Massarenti, p. 57.
214. 1 2 3 4 5 6  Massarenti, p. 60.
215. ↑  Di tutti i biglietti della follia passa in rassegna: Verrecchia, pp. 176–181.
216. ↑  Abraham, p. 137.
217. 1 2  Massarenti, p. 61.
218. ↑  Massarenti, pp. 61–63.
219. 1 2 3 4  Massarenti, p. 63.
220. ↑  Fini, p. 409.
221. ↑   Bertrand Russell, Storia della filosofia occidentale, traduzione di Luca Pavolini, vol. III, parte seconda, cap. VIII, Milano, TEA, 2021,  p. 726, ISBN 978-88-502-0514-1.
222. ↑  Massarenti, p. 9.
223. ↑  Carus, p. 234.
224. ↑  Colli, p. 17.
225. ↑  Colli, p. 18.
226. ↑  Colli, p. 19, scrive a proposito:
«Talvolta i paradossi di Nietzsche si impongono a noi come una folgorazione, ma poi, lasciati sedimentare, e privi di una risonanza, si affievoliscono. [...] In questi casi il lampeggiamento avrebbe bisogno, per provocare l'esplosione, di essere introdotto in un vastissimo intreccio discorsivo e deduttivo.»
227. ↑  Colli, p. 9.
228. ↑  Vattimo, p. 125.
229. ↑   Milan Kundera, L'insostenibile leggerezza dell'essere, traduzione di Antonio Barbato, Adelphi, Milano, 1985,  p. 11, SBN RL10095508.
230. ↑  Penzo, p. 186.
231. ↑  Penzo, p. 186:
«Gli studiosi che aprono questa via della notorietà sono il danese G. Brandes e lo svedese O. Hansson. Entrambi considerano Nietzsche come poeta e filosofo.»
232. ↑  Penzo, p. 187.
233. ↑  Chamberlain, pp. 99–100.
234. ↑  Chamberlain, p. 128.
235. ↑  Penzo, p. 190.
236. ↑  Carus, p. 244.
237. ↑  Vattimo, p. 139.
238. ↑  Vattimo, p. 140.
239. 1 2 3  Vattimo, p. 146.
240. ↑  Vattimo, pp. 145–146.
241. ↑  Vattimo, pp. 146–147.
242. ↑  Vattimo, pp. 150–151.
243. ↑  Vattimo, p. 151.
244. 1 2  Vattimo, p. 152.
245. ↑  Dell'esegesi italiana compie un sunto: Penzo, p. 202.
246. ↑  Vattimo, p. 3.
247. ↑  Vattimo, p. 3, nota 1.
248. ↑  Penzo, p. 55.
249. ↑  Penzo, p. 98.
250. ↑  Penzo, pp. 98–99.
251. ↑  Come scrive nel secondo paragrafo dedicato alle Inattuali in Ecce homo. Citato da: Penzo, p. 102.
252. ↑  Penzo, pp. 102–103.
253. ↑  Penzo, p. 110.
254. ↑  Penzo, p. 111.
255. ↑  Young, p. 142.
256. ↑  Dolson, p. 243.
257. ↑  Dolson, p. 242.
258. ↑  Vattimo, pp. 68–69.
259. ↑  Vattimo, p. 71.
260. ↑  Severino, 15 min 32 s.
261. ↑  Fini, p. 241.
262. ↑  Carus, pp. 241, 243.